# エルサレム国王一覧
エルサレム国王一覧（エルサレムこくおういちらん）では1099年から 1291年までのエルサレム国王及び今日に至るまでの王位請求者の一覧を列挙する。

## エルサレム国王（1099年 - 1291年）
エルサレム王国の起源は第1回十字軍に遡る。この時の1099年にゴドフロワ・ド・ブイヨンはAdvocatus Sancti Sepulchri（聖墓守護者）の称号を得てベツレヘムの降誕教会で エルサレムの支配者として戴冠した。後年、弟のボードゥアン1世は初めて王の称号を使用し、エルサレムの聖墳墓教会で戴冠した。
エルサレムの国王の地位は一部は選出により、一部は世襲により継承されてきた。王国の全盛期であった12世紀半ばには、王室には比較的に明白な継承法があった。それにも係わらず、国王は有力者会議によって選ばれるか、最低でも認められた。そこでは国王は「同輩者中の第一人者」と見做され、国王不在の時はその任務は国王の執事によってなされた。
王宮はダビデの塔の要塞に置かれた。エルサレム王国はフランス王国における封建制の構造をレバントに導入した。国王は個人的に敷いた幾つかのレーエンを「領域」に組み入れ、それは国王が変わるたびに更新された。また、国王は戦闘の先頭に立つ責任があったが、この義務は軍司令官に渡った。
同時代の幾つかのヨーロッパの国々が君主の中央集権化に向かっている一方、執事の影響が大きくなり、エルサレム国王は、次第に力を失っていった。これは多くの国王が幼少だったのと貴族の等級から来る摂政の頻繁な交代が部分的な原因である。
1187年のエルサレム陥落後は王国の首都はアッコに移り、1291年まで存続したが、戴冠式はティルスで執り行われた。この期間中、国王の地位は、実際はアッコに住まないヨーロッパの君主が据えられるという単なる名目上の地位となった。若いコンラート3世が国王の称号を得て、ドイツ南部に住んでいた時、その父方の第二の従兄弟であるユーグ・ド・ブリエンヌはエルサレム王国の摂政を要求して間接的にコンラート3世の地位を継承した。王位請求権は女王イザベル1世の二番目の娘であるアリス・ド・シャンパーニュの年長の子孫かつ正当な相続人によって1264年に行われたが、ユーグ・ド・ブリエンヌはアリスの長女の息子だったのである。しかしながら王位は有力者会議によって自らが支持していたユーグ・ド・ブリエンヌの従兄弟であるアンティオキア侯ユーグ、後のキプロス王ユーグ3世に渡った（エルサレム国王ユーグ1世）。
1268年にコンラート3世がシャルル・ダンジューによって処刑された後、国王の称号は同時にキプロス王位についていたリュジニャン家によって保有された。しかしながら、1277年にシチリア国王 カルロ1世は王位継承権の権利を強く打ち出した。
この年、カルロ1世は自身の「代官」であるルッジェーロ・サンセヴェリーノを東方に派遣した。ルッジェーロはアッコを占領して伯爵達から忠誠の誓いを得た。ルッジェーロは1282年にシチリアの晩鐘のために呼び戻され、Odo Poilechienを自らの代理として残した。ルッジェーロの遺産と権威は極最小限のものであり、アンリ2世がエルサレム国王として戴冠してキプロスから到着した時に追放された。なお、1291年にアッコがマムルーク朝によって占領されたことで十字軍はレバントの主要な土地から放逐された。
| 君主 | 肖像画 | 生誕 | 結婚 | 死去                                                     |
| --- | --- | --- | --- | -------------------------------------------------------- |
| ゴドフロワ・ド・ブイヨン （聖墓守護者） 1099年 - 1100年                                                            | | 1060年 ブローニュ＝シュル＝メール、フランスないしベルギー、ブラバント ブローニュ伯ウスタシュ2世とイド・ド・ブローニュの息子 | 未婚 | 1100年7月18日 40歳没                                     |
| ボードゥアン1世 1100年 - 1118年                                                                                    | | 1058年 ロレーヌ, フランス ブローニュ伯ウスタシュ2世とイド・ド・ブローニュの息子                                             | ゴデヒルド・ド・トニー 子を儲けず アルメニア公女アルダ 1097年 子を儲けず アデライード・デル・ヴァスト 1112年 子を儲けず                                                                                                   | 1118年4月2日 アリーシュ, エジプト 約 60歳没              |
| ボードゥアン2世 1118年 - 1131年                                                                                    | | ?? フランス ルテル伯ユーグ1世とメリザンド・ド・モンテリの息子                                                               | モルフィア・オブ・マラティア 1101年 4人の娘を儲ける | 1131年8月21日 エルサレム                                 |
| メリザンド 1131年 - 1153年 1143年以前はフルクと 1143年以降はボードゥアン3世と共同統治                              | | 1105年 エルサレム ボードゥアン2世とモルフィア・オブ・マラティアの娘                                                         | アンジュー伯フルク5世 1129年6月2日 2 人の子を儲ける | 1161年9月11日 エルサレム 56歳没                          |
| フルク 1131年 - 1143年 メリザンドと共同統治                                                                        | 1089/1092年 アンジェ、フランス アンジュー伯フルク4世とベルトラード・ド・モンフォールの息子                          | エルメンガルド・ド・メーヌ 1109年 4 人の子を儲ける メリザンド 1129年6月2日 2人の子を儲ける                                  | 1143年11月13日 アッコ、エルサレム王国 52歳没 |                                                          |
| ボードゥアン3世 1143年 - 1162年 1153までメリザンドと共同統治                                                       | | 1130 フルクとメリザンドの息子                                                                                               | テオドラ・コムネナ (エルサレム王妃) 1158年 子を儲けず | 1162年2月10日 ベイルート, エルサレム王国 32歳没          |
| アモーリー1世 1162年 - 1174年                                                                                      | | 1136年 フルクとメリザンドの息子                                                                                             | アニェス・ド・クルトネー 1157年 3 人の子を儲ける マリア・コムネナ (エルサレム王妃) 1167年8月29日 2人の子を儲ける | 1174年7月11日 エルサレム 38歳                            |
| ボードゥアン4世 瘰癧王 1174年 - 1185年 1183年からボードゥアン5世と共同統治                                         | | 1161年 エルサレム アモーリー1世とアニェス・ド・クルトネーの息子                                                             | 未婚 | 1185年3月16日 エルサレム 24歳没                          |
| ボードゥアン5世 1183年–1186年 1185年までボードゥアン4世と共同統治                                                  | | 1177年 ヤッファ伯・アスカロン伯グリエルモ・デル・モンフェッラートとシビーユの息子                                           | 未婚 | 1186年8月 アッコ, エルサレム王国 9歳没                   |
| シビーユ 1186年–1190年 ギーと共同統治                                                                              | | 1157年 アモーリーとアニェス・ド・クルトネーの娘                                                                             | ヤッファ伯・アスカロン伯グリエルモ・デル・モンフェッラート 1176年 子を儲けず ギー・ド・リュジニャン 1180年4月 2人の娘を儲ける                                                                                             | 1190年7月25日 (推定) アッコ, エルサレム王国 約40歳没     |
| ギー・ド・リュジニャン 1186年–1190/1192年 1190年までシビーユと共同統治                                             | 1150年ないし1159/1160年 ユーグ8世・ド・リュジニャンとブルゴーニュ・ド・ランソンの息子                               | シビーユ 1180年4月 2人の子を儲ける                                                                                          | 1194年7月18日 ニコシア, キプロス 約45歳没 |                                                          |
| イザベル1世 1190/1192年-1205年 1192年までコンラートと 1192年–1197年までアンリ1世と 1198年からエメリー2世と共同統治 | | 1172年 ナーブルス, エルサレム王国 アモーリー1世とマリア・コムネナ (エルサレム王妃)の娘                                      | オンフロワ4世・ド・トロン 1183年11月 子を儲けず モンフェラート侯コンラード 1190年11月24日 1人娘を儲ける シャンパーニュ伯アンリ2世 1192年5月6日 2人娘を儲ける キプロス王エメリー・ド・リュジニャン 1198年1月 3人子を儲ける | 1205年4月5日 アッコ, エルサレム王国 33歳没               |
| コンラート1世 1190/1192年–1192年 イザベル1世と共同統治                                                             | 1140年半ば モンフェラート, 神聖ローマ帝国 モンフェッラート侯グリエルモ5世とユーディト・フォン・バーベンベルクの息子 | 不特定の女性 1179年以前 子を儲けず テオドラ・アンゲリナ 1186/1187年 子を儲けず イザベル1世 1190年11月24日 1人娘を儲ける     | 1192 年4月28日(暗殺される) アッコ, エルサレム王国 40代半ば没 |                                                          |
| アンリ1世 1192年–1197年 イザベル1世と共同統治                                                                      | | 1166年7月29日 シャンパーニュ シャンパーニュ伯アンリ1世とマリー・ド・フランスの息子                                          | イザベル1世 1192年5月6日 2人の娘を儲ける | 1197年9月10日 アッコ, エルサレム王国 31歳没              |
| アモーリー2世 1198年–1205年 イザベル1世と共同統治                                                                  | - | 1145年 ユーグ8世・ド・リュジニャンとブルゴーニュ・ド・ランソンの息子                                                        | エシーヴ・ディブラン(1160–1196) 1174年10月29日以前 6人の子を儲ける イザベル1世 1198年1月 3人の子を儲ける | 1205年4月1日 アッコ, エルサレム王国 60歳没               |
| マリーア 1205年–1212年 1210年までジャン1世と共同統治                                                               | | 1192年 コンラート1世とイザベル1世の娘                                                                                       | ジャン・ド・ブリエンヌ 1210年9月14日 1人娘を儲ける | 1212年 20歳没                                            |
| ジャン1世 1210年–1212年 マリーアと共同統治                                                                         | 1170年 エラール2世・ド・ブリエンヌとアニェス・ド・モンフォーコンの息子                                              | マリーア 1210年9月14日 1人娘を儲ける アルメニア公女ステファニー 子を儲けず レオン王女ベレンガリア 1224年 4人子を儲ける      | 1237年3月27日 約67歳没 |                                                          |
| イザベル2世 ないし ヨランダと呼ばれる 1212年–1228年                                                                | | 1212年 ジャン1世とマリーアの娘                                                                                              | 神聖ローマ皇帝フリードリヒ2世 1225年8月 2人の子を儲ける | 1228年4月25日 アンドリア, 神聖ローマ帝国 16歳没          |
| コンラート2世 1228年–1254年                                                                                        | | 1228年4月25日 アンドリア, 神聖ローマ帝国 フリードリヒ2世とイザベル2世の息子                                                 | エリーザベト・フォン・バイエルン 1246年9月1日 1人息子を儲ける | 1254年5月21日 ラヴェロ, 神聖ローマ帝国 26歳没            |
| コンラート3世 1254年–1268年                                                                                        | | 1252年3月25日 ヴォルフシュタイン城, ランツフート, バイエルン コンラート2世とエリーザベト・フォン・バイエルンの息子          | 未婚 | 1268年10月29日 カステルデッローボ（卵城）, ナポリ 16歳没 |
| ユーグ 1268年–1284年                                                                                               | - | 1235年 アンティオキア公子アンリとキプロス王女イザベラの息子                                                                 | イザベラ・ディブラン 1255年1月25日以降 11人の子を儲ける | 1284年3月24日 ニコシア, キプロス 49歳没                  |
| ジャン2世 1284年–1285年                                                                                            | - | 1259/1267年 ユーグとイザベラ・ディブランの息子                                                                              | 未婚 | 1285年5月20日 ニコシア, キプロス 17 ないし26歳没         |
| アンリ2世 1285年–1324年 1291年以降は単なる称号                                                                     | - | ユーグとイザベラ・ディブランの息子                                                                                          | シチリア王女コンスタンツァ 1317年10月16日 子を儲けず | 1324年8月31日 ストロヴォロス, キプロス 53歳没            |

### 摂政
君主は不在ないしは未成年の場合は、王国の存続のため、摂政が置かれた。
| 摂政                                                                                             | 摂政する相手    | 君主との関係               | 摂政の開始                              | 摂政の終了                              |
| ------------------------------------------------------------------------------------------------ | --------------- | -------------------------- | --------------------------------------- | --------------------------------------- |
| ウスタシュ・グルニエ, 王国の軍総司令官                                                           | ボードゥアン2世 | -                          | 1123年 国王はアルトゥク朝の捕虜となった | 1123年 死去                             |
| ギヨーム・ド・ビュール, ガリラヤ公                                                               | ボードゥアン2世 | -                          | 1123年 国王はアルトゥク朝の捕虜となった | 1124年 国王は捕虜の身から解き放たれた   |
| メリザンド                                                                                       | ボードゥアン3世 | 母親                       | 1154年 国王の助言者として               | 1161年 死去                             |
| トリポリ伯レーモン3世                                                                            | ボードゥアン4世 | 父の従兄弟                 | 1174年 国王未成年のため                 | 1176年 国王成人のため                   |
| ギー・ド・リュジニャン                                                                           | ボードゥアン4世 | 姉の夫                     | 1182年 病気の国王によって任命される     | 1184 国王によって追われる               |
| トリポリ伯レーモン3世                                                                            | ボードゥアン5世 | 一等親離れた従兄弟         | 1185 国王未成年のため                   | 1186年 国王の死                         |
| ベイルート領主ジャン・ディブラン                                                                 | マリーア        | 母の異父弟                 | 1205年 女王未成年のため                 | 1210年 女王成人のため                   |
| ジャン1世                                                                                        | イザベル2世     | 父親                       | 1212年 女王未成年のため                 | 1225年 女王の結婚                       |
| フリードリヒ2世                                                                                  | コンラート2世   | 父親                       | 1228年 国王未成年のため                 | 1243年 国王成人のため                   |
| エルサレム王女アリス （キプロス王ユーグ1世の未亡人） （エルサレム女王イザベル1世の娘）           | コンラート2世   | 半叔母                     | 1243年 国王の不在                       | 1246年 死去                             |
| キプロス王アンリ1世                                                                              | コンラート2世   | 半従兄弟                   | 1246年 国王の不在                       | 1253年 死去                             |
| アンティオキア公女プレザンス （キプロス王アンリ1世の未亡人） （アンティオキア公ボエモン5世の娘） | コンラート2世   | 義理の半従兄妹             | 1253 国王の不在/未成年のため            | 1261年 死去                             |
| アンティオキア公女プレザンス （キプロス王アンリ1世の未亡人） （アンティオキア公ボエモン5世の娘） | コンラート3世   | 一等親離れた義理の半従兄弟 | 1253 国王の不在/未成年のため            | 1261年 死去                             |
| キプロス王女イザベラ （キプロス王ユーグ1世の娘）                                                 | コンラート3世   | 一等親離れた半従兄弟       | 1261 国王未成年のため                   | 1264年 死去                             |
| ユーグ3世 (キプロス王) （後のキプロス王ユーグ3世）                                               | コンラート3世   | 二等親離れた従兄弟         | 1264年 国王未成年のため                 | 1268年 国王の死去により君主の地位につく |

### 系図
|                                            |                                            |                                            |                                            |                                            |                                            | ウスタシュ1世 ブローニュ伯              | ウスタシュ1世 ブローニュ伯              | ウスタシュ1世 ブローニュ伯                     | ウスタシュ1世 ブローニュ伯                     | ウスタシュ1世 ブローニュ伯                     | ウスタシュ1世 ブローニュ伯                     |                                                |                                                | マティルダ （ルーヴァン伯 ランベール1世娘） | マティルダ （ルーヴァン伯 ランベール1世娘） | マティルダ （ルーヴァン伯 ランベール1世娘） | マティルダ （ルーヴァン伯 ランベール1世娘） | マティルダ （ルーヴァン伯 ランベール1世娘） | マティルダ （ルーヴァン伯 ランベール1世娘） |                                          |                                          | ゴットフリート2世 ロレーヌ公            | ゴットフリート2世 ロレーヌ公            | ゴットフリート2世 ロレーヌ公            | ゴットフリート2世 ロレーヌ公            | ゴットフリート2世 ロレーヌ公          | ゴットフリート2世 ロレーヌ公          |                                       |                                       |                                     |                                     |                                                        |                                                        |                                                        |                                                        |                                                        |                                                        |                                |                                |                                              |                                              |                                              |                                              |                                              |                                              |                           |                           |                              |                              |                              |                              |                              |                              |                        |                        |                                              |                                              |                                              |                                              |                                                  |                                                  |                                                  |                                                  |                                                  |                                                  |                                    |                                    |                                       |                                       |                                       |                                       |                                                               |                                                               |                                                               |                                                               |                                                               |                                                               |                                        |                                        |                                               |                                               |                                               |                                               |                                               |                                               |                      |                      |                      |                      |                      |                      |                            |                            |                            |                            |                            |                            |  |  |  |  |  |  |  |  |  |  |  |  |  |  |  |  |  |  |
|                                            |                                            |                                            |                                            |                                            |                                            | ウスタシュ1世 ブローニュ伯              | ウスタシュ1世 ブローニュ伯              | ウスタシュ1世 ブローニュ伯                     | ウスタシュ1世 ブローニュ伯                     | ウスタシュ1世 ブローニュ伯                     | ウスタシュ1世 ブローニュ伯                     |                                                |                                                | マティルダ （ルーヴァン伯 ランベール1世娘） | マティルダ （ルーヴァン伯 ランベール1世娘） | マティルダ （ルーヴァン伯 ランベール1世娘） | マティルダ （ルーヴァン伯 ランベール1世娘） | マティルダ （ルーヴァン伯 ランベール1世娘） | マティルダ （ルーヴァン伯 ランベール1世娘） |                                          |                                          | ゴットフリート2世 ロレーヌ公            | ゴットフリート2世 ロレーヌ公            | ゴットフリート2世 ロレーヌ公            | ゴットフリート2世 ロレーヌ公            | ゴットフリート2世 ロレーヌ公          | ゴットフリート2世 ロレーヌ公          |                                       |                                       |                                     |                                     |                                                        |                                                        |                                                        |                                                        |                                                        |                                                        |                                |                                |                                              |                                              |                                              |                                              |                                              |                                              |                           |                           |                              |                              |                              |                              |                              |                              |                        |                        |                                              |                                              |                                              |                                              |                                                  |                                                  |                                                  |                                                  |                                                  |                                                  |                                    |                                    |                                       |                                       |                                       |                                       |                                                               |                                                               |                                                               |                                                               |                                                               |                                                               |                                        |                                        |                                               |                                               |                                               |                                               |                                               |                                               |                      |                      |                      |                      |                      |                      |                            |                            |                            |                            |                            |                            |  |  |  |  |  |  |  |  |  |  |  |  |  |  |  |  |  |  |
|                                            |                                            |                                            |                                            |                                            |                                            |                                         |                                         |                                                |                                                |                                                |                                                |                                                |                                                |                                             |                                             |                                             |                                             |                                             |                                             |                                          |                                          |                                         |                                         |                                         |                                         |                                       |                                       |                                       |                                       |                                     |                                     |                                                        |                                                        |                                                        |                                                        |                                                        |                                                        |                                |                                |                                              |                                              |                                              |                                              |                                              |                                              |                           |                           |                              |                              |                              |                              |                              |                              |                        |                        |                                              |                                              |                                              |                                              |                                                  |                                                  |                                                  |                                                  |                                                  |                                                  |                                    |                                    |                                       |                                       |                                       |                                       |                                                               |                                                               |                                                               |                                                               |                                                               |                                                               |                                        |                                        |                                               |                                               |                                               |                                               |                                               |                                               |                      |                      |                      |                      |                      |                      |                            |                            |                            |                            |                            |                            |  |  |  |  |  |  |  |  |  |  |  |  |  |  |  |  |  |  |
|                                            |                                            |                                            |                                            |                                            |                                            |                                         |                                         |                                                |                                                | ウスタシュ2世 ブローニュ伯                     | ウスタシュ2世 ブローニュ伯                     | ウスタシュ2世 ブローニュ伯                     | ウスタシュ2世 ブローニュ伯                     | ウスタシュ2世 ブローニュ伯                  | ウスタシュ2世 ブローニュ伯                  |                                             |                                             |                                             |                                             |                                          |                                          | イーダ                                  | イーダ                                  | イーダ                                  | イーダ                                  | イーダ                                | イーダ                                |                                       |                                       |                                     |                                     |                                                        |                                                        |                                                        |                                                        | ルテル伯家                                             | ルテル伯家                                             | ルテル伯家                     | ルテル伯家                     | ルテル伯家                                   | ルテル伯家                                   |                                              |                                              |                                              |                                              |                           |                           |                              |                              |                              |                              |                              |                              |                        |                        | ギー1世・ド・モンレリ                        | ギー1世・ド・モンレリ                        | ギー1世・ド・モンレリ                        | ギー1世・ド・モンレリ                        | ギー1世・ド・モンレリ                            | ギー1世・ド・モンレリ                            |                                                  |                                                  |                                                  |                                                  |                                    |                                    |                                       |                                       |                                       |                                       |                                                               |                                                               |                                                               |                                                               |                                                               |                                                               |                                        |                                        |                                               |                                               |                                               |                                               |                                               |                                               |                      |                      |                      |                      |                      |                      |                            |                            |                            |                            |                            |                            |  |  |  |  |  |  |  |  |  |  |  |  |  |  |  |  |  |  |
|                                            |                                            |                                            |                                            |                                            |                                            |                                         |                                         |                                                |                                                | ウスタシュ2世 ブローニュ伯                     | ウスタシュ2世 ブローニュ伯                     | ウスタシュ2世 ブローニュ伯                     | ウスタシュ2世 ブローニュ伯                     | ウスタシュ2世 ブローニュ伯                  | ウスタシュ2世 ブローニュ伯                  |                                             |                                             |                                             |                                             |                                          |                                          | イーダ                                  | イーダ                                  | イーダ                                  | イーダ                                  | イーダ                                | イーダ                                |                                       |                                       |                                     |                                     |                                                        |                                                        |                                                        |                                                        | ルテル伯家                                             | ルテル伯家                                             | ルテル伯家                     | ルテル伯家                     | ルテル伯家                                   | ルテル伯家                                   |                                              |                                              |                                              |                                              |                           |                           |                              |                              |                              |                              |                              |                              |                        |                        | ギー1世・ド・モンレリ                        | ギー1世・ド・モンレリ                        | ギー1世・ド・モンレリ                        | ギー1世・ド・モンレリ                        | ギー1世・ド・モンレリ                            | ギー1世・ド・モンレリ                            |                                                  |                                                  |                                                  |                                                  |                                    |                                    |                                       |                                       |                                       |                                       |                                                               |                                                               |                                                               |                                                               |                                                               |                                                               |                                        |                                        |                                               |                                               |                                               |                                               |                                               |                                               |                      |                      |                      |                      |                      |                      |                            |                            |                            |                            |                            |                            |  |  |  |  |  |  |  |  |  |  |  |  |  |  |  |  |  |  |
|                                            |                                            |                                            |                                            |                                            |                                            |                                         |                                         |                                                |                                                |                                                |                                                |                                                |                                                |                                             |                                             |                                             |                                             |                                             |                                             |                                          |                                          |                                         |                                         |                                         |                                         |                                       |                                       |                                       |                                       |                                     |                                     |                                                        |                                                        |                                                        |                                                        |                                                        |                                                        |                                |                                |                                              |                                              |                                              |                                              |                                              |                                              |                           |                           |                              |                              |                              |                              |                              |                              |                        |                        |                                              |                                              |                                              |                                              |                                                  |                                                  |                                                  |                                                  |                                                  |                                                  |                                    |                                    |                                       |                                       |                                       |                                       |                                                               |                                                               |                                                               |                                                               |                                                               |                                                               |                                        |                                        |                                               |                                               |                                               |                                               |                                               |                                               |                      |                      |                      |                      |                      |                      |                            |                            |                            |                            |                            |                            |  |  |  |  |  |  |  |  |  |  |  |  |  |  |  |  |  |  |
|                                            |                                            |                                            |                                            |                                            |                                            |                                         |                                         |                                                |                                                |                                                |                                                |                                                |                                                |                                             |                                             |                                             |                                             |                                             |                                             |                                          |                                          |                                         |                                         |                                         |                                         |                                       |                                       |                                       |                                       |                                     |                                     |                                                        |                                                        |                                                        |                                                        |                                                        |                                                        |                                |                                |                                              |                                              |                                              |                                              |                                              |                                              |                           |                           |                              |                              |                              |                              |                              |                              |                        |                        |                                              |                                              |                                              |                                              |                                                  |                                                  |                                                  |                                                  |                                                  |                                                  |                                    |                                    |                                       |                                       |                                       |                                       |                                                               |                                                               |                                                               |                                                               |                                                               |                                                               |                                        |                                        |                                               |                                               |                                               |                                               |                                               |                                               |                      |                      |                      |                      |                      |                      |                            |                            |                            |                            |                            |                            |  |  |  |  |  |  |  |  |  |  |  |  |  |  |  |  |  |  |
| メアリー （スコットランド王マルカム3世娘） | メアリー （スコットランド王マルカム3世娘） | メアリー （スコットランド王マルカム3世娘） | メアリー （スコットランド王マルカム3世娘） | メアリー （スコットランド王マルカム3世娘） | メアリー （スコットランド王マルカム3世娘） |                                         |                                         | ウスタシュ3世 ブローニュ伯                     | ウスタシュ3世 ブローニュ伯                     | ウスタシュ3世 ブローニュ伯                     | ウスタシュ3世 ブローニュ伯                     | ウスタシュ3世 ブローニュ伯                     | ウスタシュ3世 ブローニュ伯                     |                                             |                                             | ゴドフロワ・ド・ブイヨン                    | ゴドフロワ・ド・ブイヨン                    | ゴドフロワ・ド・ブイヨン                    | ゴドフロワ・ド・ブイヨン                    | ゴドフロワ・ド・ブイヨン                 | ゴドフロワ・ド・ブイヨン                 |                                         |                                         | ボードゥアン1世                         | ボードゥアン1世                         | ボードゥアン1世                       | ボードゥアン1世                       | ボードゥアン1世                       | ボードゥアン1世                       |                                     |                                     |                                                        |                                                        |                                                        |                                                        | ユーグ1世 ルテル伯                                     | ユーグ1世 ルテル伯                                     | ユーグ1世 ルテル伯             | ユーグ1世 ルテル伯             | ユーグ1世 ルテル伯                           | ユーグ1世 ルテル伯                           |                                              |                                              | メリザンド                                   | メリザンド                                   | メリザンド                | メリザンド                | メリザンド                   | メリザンド                   |                              |                              |                              |                              |                        |                        |                                              |                                              |                                              |                                              |                                                  |                                                  |                                                  |                                                  |                                                  |                                                  |                                    |                                    |                                       |                                       |                                       |                                       |                                                               |                                                               |                                                               |                                                               |                                                               |                                                               |                                        |                                        |                                               |                                               |                                               |                                               | イザベラ                                      | イザベラ                                      | イザベラ             | イザベラ             | イザベラ             | イザベラ             |                      |                      | ジョスラン・ド・クルトネー | ジョスラン・ド・クルトネー | ジョスラン・ド・クルトネー | ジョスラン・ド・クルトネー | ジョスラン・ド・クルトネー | ジョスラン・ド・クルトネー |  |  |  |  |  |  |  |  |  |  |  |  |  |  |  |  |  |  |
| メアリー （スコットランド王マルカム3世娘） | メアリー （スコットランド王マルカム3世娘） | メアリー （スコットランド王マルカム3世娘） | メアリー （スコットランド王マルカム3世娘） | メアリー （スコットランド王マルカム3世娘） | メアリー （スコットランド王マルカム3世娘） |                                         |                                         | ウスタシュ3世 ブローニュ伯                     | ウスタシュ3世 ブローニュ伯                     | ウスタシュ3世 ブローニュ伯                     | ウスタシュ3世 ブローニュ伯                     | ウスタシュ3世 ブローニュ伯                     | ウスタシュ3世 ブローニュ伯                     |                                             |                                             | ゴドフロワ・ド・ブイヨン                    | ゴドフロワ・ド・ブイヨン                    | ゴドフロワ・ド・ブイヨン                    | ゴドフロワ・ド・ブイヨン                    | ゴドフロワ・ド・ブイヨン                 | ゴドフロワ・ド・ブイヨン                 |                                         |                                         | ボードゥアン1世                         | ボードゥアン1世                         | ボードゥアン1世                       | ボードゥアン1世                       | ボードゥアン1世                       | ボードゥアン1世                       |                                     |                                     |                                                        |                                                        |                                                        |                                                        | ユーグ1世 ルテル伯                                     | ユーグ1世 ルテル伯                                     | ユーグ1世 ルテル伯             | ユーグ1世 ルテル伯             | ユーグ1世 ルテル伯                           | ユーグ1世 ルテル伯                           |                                              |                                              | メリザンド                                   | メリザンド                                   | メリザンド                | メリザンド                | メリザンド                   | メリザンド                   |                              |                              |                              |                              |                        |                        |                                              |                                              |                                              |                                              |                                                  |                                                  |                                                  |                                                  |                                                  |                                                  |                                    |                                    |                                       |                                       |                                       |                                       |                                                               |                                                               |                                                               |                                                               |                                                               |                                                               |                                        |                                        |                                               |                                               |                                               |                                               | イザベラ                                      | イザベラ                                      | イザベラ             | イザベラ             | イザベラ             | イザベラ             |                      |                      | ジョスラン・ド・クルトネー | ジョスラン・ド・クルトネー | ジョスラン・ド・クルトネー | ジョスラン・ド・クルトネー | ジョスラン・ド・クルトネー | ジョスラン・ド・クルトネー |  |  |  |  |  |  |  |  |  |  |  |  |  |  |  |  |  |  |
|                                            |                                            |                                            |                                            |                                            |                                            |                                         |                                         |                                                |                                                |                                                |                                                |                                                |                                                |                                             |                                             |                                             |                                             |                                             |                                             |                                          |                                          |                                         |                                         |                                         |                                         |                                       |                                       |                                       |                                       |                                     |                                     |                                                        |                                                        |                                                        |                                                        |                                                        |                                                        |                                |                                |                                              |                                              |                                              |                                              |                                              |                                              |                           |                           |                              |                              |                              |                              |                              |                              |                        |                        |                                              |                                              |                                              |                                              |                                                  |                                                  |                                                  |                                                  |                                                  |                                                  |                                    |                                    |                                       |                                       |                                       |                                       |                                                               |                                                               |                                                               |                                                               |                                                               |                                                               |                                        |                                        |                                               |                                               |                                               |                                               |                                               |                                               |                      |                      |                      |                      |                      |                      |                            |                            |                            |                            |                            |                            |  |  |  |  |  |  |  |  |  |  |  |  |  |  |  |  |  |  |
|                                            |                                            |                                            |                                            |                                            |                                            |                                         |                                         |                                                |                                                |                                                |                                                |                                                |                                                |                                             |                                             |                                             |                                             |                                             |                                             |                                          |                                          |                                         |                                         |                                         |                                         |                                       |                                       |                                       |                                       |                                     |                                     |                                                        |                                                        |                                                        |                                                        |                                                        |                                                        |                                |                                |                                              |                                              |                                              |                                              |                                              |                                              |                           |                           |                              |                              |                              |                              |                              |                              |                        |                        |                                              |                                              |                                              |                                              |                                                  |                                                  |                                                  |                                                  |                                                  |                                                  |                                    |                                    |                                       |                                       |                                       |                                       |                                                               |                                                               |                                                               |                                                               |                                                               |                                                               |                                        |                                        |                                               |                                               |                                               |                                               |                                               |                                               |                      |                      |                      |                      |                      |                      |                            |                            |                            |                            |                            |                            |  |  |  |  |  |  |  |  |  |  |  |  |  |  |  |  |  |  |
|                                            |                                            |                                            |                                            | マティルダ ＝イングランド王スティーブン    | マティルダ ＝イングランド王スティーブン    | マティルダ ＝イングランド王スティーブン | マティルダ ＝イングランド王スティーブン | マティルダ ＝イングランド王スティーブン        | マティルダ ＝イングランド王スティーブン        |                                                |                                                | ジェルヴェ ルテル伯                            | ジェルヴェ ルテル伯                            | ジェルヴェ ルテル伯                         | ジェルヴェ ルテル伯                         | ジェルヴェ ルテル伯                         | ジェルヴェ ルテル伯                         |                                             |                                             | モルフィア （メリテネ領主ガブリエル娘）  | モルフィア （メリテネ領主ガブリエル娘）  | モルフィア （メリテネ領主ガブリエル娘） | モルフィア （メリテネ領主ガブリエル娘） | モルフィア （メリテネ領主ガブリエル娘） | モルフィア （メリテネ領主ガブリエル娘） |                                       |                                       | ボードゥアン2世                       | ボードゥアン2世                       | ボードゥアン2世                     | ボードゥアン2世                     | ボードゥアン2世                                        | ボードゥアン2世                                        |                                                        |                                                        |                                                        |                                                        |                                |                                | マティルド ルテル女伯 ＝ウード・ド・ヴィトリ | マティルド ルテル女伯 ＝ウード・ド・ヴィトリ | マティルド ルテル女伯 ＝ウード・ド・ヴィトリ | マティルド ルテル女伯 ＝ウード・ド・ヴィトリ | マティルド ルテル女伯 ＝ウード・ド・ヴィトリ | マティルド ルテル女伯 ＝ウード・ド・ヴィトリ |                           |                           | エリブラン2世 イエルジュ領主 | エリブラン2世 イエルジュ領主 | エリブラン2世 イエルジュ領主 | エリブラン2世 イエルジュ領主 | エリブラン2世 イエルジュ領主 | エリブラン2世 イエルジュ領主 |                        |                        | オディエルヌ                                 | オディエルヌ                                 | オディエルヌ                                 | オディエルヌ                                 | オディエルヌ                                     | オディエルヌ                                     |                                                  |                                                  | セシル                                           | セシル                                           | セシル                             | セシル                             | セシル                                | セシル                                |                                       |                                       | ルッジェーロ サレルノ伯 アンティオキア摂政 （オートヴィル家） | ルッジェーロ サレルノ伯 アンティオキア摂政 （オートヴィル家） | ルッジェーロ サレルノ伯 アンティオキア摂政 （オートヴィル家） | ルッジェーロ サレルノ伯 アンティオキア摂政 （オートヴィル家） | ルッジェーロ サレルノ伯 アンティオキア摂政 （オートヴィル家） | ルッジェーロ サレルノ伯 アンティオキア摂政 （オートヴィル家） |                                        |                                        | ベアトリス ＝アルメニア王レヴォン1世          | ベアトリス ＝アルメニア王レヴォン1世          | ベアトリス ＝アルメニア王レヴォン1世          | ベアトリス ＝アルメニア王レヴォン1世          | ベアトリス ＝アルメニア王レヴォン1世          | ベアトリス ＝アルメニア王レヴォン1世          |                      |                      | エデッサ伯家         | エデッサ伯家         | エデッサ伯家         | エデッサ伯家         | エデッサ伯家               | エデッサ伯家               |                            |                            |                            |                            |  |  |  |  |  |  |  |  |  |  |  |  |  |  |  |  |  |  |
|                                            |                                            |                                            |                                            | マティルダ ＝イングランド王スティーブン    | マティルダ ＝イングランド王スティーブン    | マティルダ ＝イングランド王スティーブン | マティルダ ＝イングランド王スティーブン | マティルダ ＝イングランド王スティーブン        | マティルダ ＝イングランド王スティーブン        |                                                |                                                | ジェルヴェ ルテル伯                            | ジェルヴェ ルテル伯                            | ジェルヴェ ルテル伯                         | ジェルヴェ ルテル伯                         | ジェルヴェ ルテル伯                         | ジェルヴェ ルテル伯                         |                                             |                                             | モルフィア （メリテネ領主ガブリエル娘）  | モルフィア （メリテネ領主ガブリエル娘）  | モルフィア （メリテネ領主ガブリエル娘） | モルフィア （メリテネ領主ガブリエル娘） | モルフィア （メリテネ領主ガブリエル娘） | モルフィア （メリテネ領主ガブリエル娘） |                                       |                                       | ボードゥアン2世                       | ボードゥアン2世                       | ボードゥアン2世                     | ボードゥアン2世                     | ボードゥアン2世                                        | ボードゥアン2世                                        |                                                        |                                                        |                                                        |                                                        |                                |                                | マティルド ルテル女伯 ＝ウード・ド・ヴィトリ | マティルド ルテル女伯 ＝ウード・ド・ヴィトリ | マティルド ルテル女伯 ＝ウード・ド・ヴィトリ | マティルド ルテル女伯 ＝ウード・ド・ヴィトリ | マティルド ルテル女伯 ＝ウード・ド・ヴィトリ | マティルド ルテル女伯 ＝ウード・ド・ヴィトリ |                           |                           | エリブラン2世 イエルジュ領主 | エリブラン2世 イエルジュ領主 | エリブラン2世 イエルジュ領主 | エリブラン2世 イエルジュ領主 | エリブラン2世 イエルジュ領主 | エリブラン2世 イエルジュ領主 |                        |                        | オディエルヌ                                 | オディエルヌ                                 | オディエルヌ                                 | オディエルヌ                                 | オディエルヌ                                     | オディエルヌ                                     |                                                  |                                                  | セシル                                           | セシル                                           | セシル                             | セシル                             | セシル                                | セシル                                |                                       |                                       | ルッジェーロ サレルノ伯 アンティオキア摂政 （オートヴィル家） | ルッジェーロ サレルノ伯 アンティオキア摂政 （オートヴィル家） | ルッジェーロ サレルノ伯 アンティオキア摂政 （オートヴィル家） | ルッジェーロ サレルノ伯 アンティオキア摂政 （オートヴィル家） | ルッジェーロ サレルノ伯 アンティオキア摂政 （オートヴィル家） | ルッジェーロ サレルノ伯 アンティオキア摂政 （オートヴィル家） |                                        |                                        | ベアトリス ＝アルメニア王レヴォン1世          | ベアトリス ＝アルメニア王レヴォン1世          | ベアトリス ＝アルメニア王レヴォン1世          | ベアトリス ＝アルメニア王レヴォン1世          | ベアトリス ＝アルメニア王レヴォン1世          | ベアトリス ＝アルメニア王レヴォン1世          |                      |                      | エデッサ伯家         | エデッサ伯家         | エデッサ伯家         | エデッサ伯家         | エデッサ伯家               | エデッサ伯家               |                            |                            |                            |                            |  |  |  |  |  |  |  |  |  |  |  |  |  |  |  |  |  |  |
|                                            |                                            |                                            |                                            |                                            |                                            |                                         |                                         |                                                |                                                |                                                |                                                |                                                |                                                |                                             |                                             |                                             |                                             |                                             |                                             |                                          |                                          |                                         |                                         |                                         |                                         |                                       |                                       |                                       |                                       |                                     |                                     |                                                        |                                                        |                                                        |                                                        |                                                        |                                                        |                                |                                |                                              |                                              |                                              |                                              |                                              |                                              |                           |                           |                              |                              |                              |                              |                              |                              |                        |                        |                                              |                                              |                                              |                                              |                                                  |                                                  |                                                  |                                                  |                                                  |                                                  |                                    |                                    |                                       |                                       |                                       |                                       |                                                               |                                                               |                                                               |                                                               |                                                               |                                                               |                                        |                                        |                                               |                                               |                                               |                                               |                                               |                                               |                      |                      |                      |                      |                      |                      |                            |                            |                            |                            |                            |                            |  |  |  |  |  |  |  |  |  |  |  |  |  |  |  |  |  |  |
|                                            |                                            |                                            |                                            |                                            |                                            |                                         |                                         |                                                |                                                |                                                |                                                |                                                |                                                |                                             |                                             |                                             |                                             |                                             |                                             |                                          |                                          |                                         |                                         |                                         |                                         |                                       |                                       |                                       |                                       |                                     |                                     |                                                        |                                                        |                                                        |                                                        |                                                        |                                                        |                                |                                |                                              |                                              |                                              |                                              |                                              |                                              |                           |                           |                              |                              |                              |                              |                              |                              |                        |                        |                                              |                                              |                                              |                                              |                                                  |                                                  |                                                  |                                                  |                                                  |                                                  |                                    |                                    |                                       |                                       |                                       |                                       |                                                               |                                                               |                                                               |                                                               |                                                               |                                                               |                                        |                                        |                                               |                                               |                                               |                                               |                                               |                                               |                      |                      |                      |                      |                      |                      |                            |                            |                            |                            |                            |                            |  |  |  |  |  |  |  |  |  |  |  |  |  |  |  |  |  |  |
| フルク5世 アンジュー伯                     | フルク5世 アンジュー伯                     | フルク5世 アンジュー伯                     | フルク5世 アンジュー伯                     | フルク5世 アンジュー伯                     | フルク5世 アンジュー伯                     |                                         |                                         | メリザンド                                     | メリザンド                                     | メリザンド                                     | メリザンド                                     | メリザンド                                     | メリザンド                                     |                                             |                                             | アリックス ＝アンティオキア公ボエモン2世    | アリックス ＝アンティオキア公ボエモン2世    | アリックス ＝アンティオキア公ボエモン2世    | アリックス ＝アンティオキア公ボエモン2世    | アリックス ＝アンティオキア公ボエモン2世 | アリックス ＝アンティオキア公ボエモン2世 |                                         |                                         | オディエルヌ ＝トリポリ伯レーモン2世    | オディエルヌ ＝トリポリ伯レーモン2世    | オディエルヌ ＝トリポリ伯レーモン2世  | オディエルヌ ＝トリポリ伯レーモン2世  | オディエルヌ ＝トリポリ伯レーモン2世  | オディエルヌ ＝トリポリ伯レーモン2世  |                                     |                                     | イヴェット ベタニアの聖マリア・聖マルタ修道院長        | イヴェット ベタニアの聖マリア・聖マルタ修道院長        | イヴェット ベタニアの聖マリア・聖マルタ修道院長        | イヴェット ベタニアの聖マリア・聖マルタ修道院長        | イヴェット ベタニアの聖マリア・聖マルタ修道院長        | イヴェット ベタニアの聖マリア・聖マルタ修道院長        |                                |                                | ルテル伯家                                   | ルテル伯家                                   | ルテル伯家                                   | ルテル伯家                                   | ルテル伯家                                   | ルテル伯家                                   |                           |                           |                              |                              |                              |                              | マナセ・ド・イエルジュ       | マナセ・ド・イエルジュ       | マナセ・ド・イエルジュ | マナセ・ド・イエルジュ | マナセ・ド・イエルジュ                       | マナセ・ド・イエルジュ                       |                                              |                                              |                                                  |                                                  |                                                  |                                                  |                                                  |                                                  |                                    |                                    |                                       |                                       |                                       |                                       |                                                               |                                                               |                                                               |                                                               |                                                               |                                                               |                                        |                                        | エルヴィーズ・ド・ラムラ                      | エルヴィーズ・ド・ラムラ                      | エルヴィーズ・ド・ラムラ                      | エルヴィーズ・ド・ラムラ                      | エルヴィーズ・ド・ラムラ                      | エルヴィーズ・ド・ラムラ                      |                      |                      | バリサン・ディブラン | バリサン・ディブラン | バリサン・ディブラン | バリサン・ディブラン | バリサン・ディブラン       | バリサン・ディブラン       |                            |                            |                            |                            |  |  |  |  |  |  |  |  |  |  |  |  |  |  |  |  |  |  |
| フルク5世 アンジュー伯                     | フルク5世 アンジュー伯                     | フルク5世 アンジュー伯                     | フルク5世 アンジュー伯                     | フルク5世 アンジュー伯                     | フルク5世 アンジュー伯                     |                                         |                                         | メリザンド                                     | メリザンド                                     | メリザンド                                     | メリザンド                                     | メリザンド                                     | メリザンド                                     |                                             |                                             | アリックス ＝アンティオキア公ボエモン2世    | アリックス ＝アンティオキア公ボエモン2世    | アリックス ＝アンティオキア公ボエモン2世    | アリックス ＝アンティオキア公ボエモン2世    | アリックス ＝アンティオキア公ボエモン2世 | アリックス ＝アンティオキア公ボエモン2世 |                                         |                                         | オディエルヌ ＝トリポリ伯レーモン2世    | オディエルヌ ＝トリポリ伯レーモン2世    | オディエルヌ ＝トリポリ伯レーモン2世  | オディエルヌ ＝トリポリ伯レーモン2世  | オディエルヌ ＝トリポリ伯レーモン2世  | オディエルヌ ＝トリポリ伯レーモン2世  |                                     |                                     | イヴェット ベタニアの聖マリア・聖マルタ修道院長        | イヴェット ベタニアの聖マリア・聖マルタ修道院長        | イヴェット ベタニアの聖マリア・聖マルタ修道院長        | イヴェット ベタニアの聖マリア・聖マルタ修道院長        | イヴェット ベタニアの聖マリア・聖マルタ修道院長        | イヴェット ベタニアの聖マリア・聖マルタ修道院長        |                                |                                | ルテル伯家                                   | ルテル伯家                                   | ルテル伯家                                   | ルテル伯家                                   | ルテル伯家                                   | ルテル伯家                                   |                           |                           |                              |                              |                              |                              | マナセ・ド・イエルジュ       | マナセ・ド・イエルジュ       | マナセ・ド・イエルジュ | マナセ・ド・イエルジュ | マナセ・ド・イエルジュ                       | マナセ・ド・イエルジュ                       |                                              |                                              |                                                  |                                                  |                                                  |                                                  |                                                  |                                                  |                                    |                                    |                                       |                                       |                                       |                                       |                                                               |                                                               |                                                               |                                                               |                                                               |                                                               |                                        |                                        | エルヴィーズ・ド・ラムラ                      | エルヴィーズ・ド・ラムラ                      | エルヴィーズ・ド・ラムラ                      | エルヴィーズ・ド・ラムラ                      | エルヴィーズ・ド・ラムラ                      | エルヴィーズ・ド・ラムラ                      |                      |                      | バリサン・ディブラン | バリサン・ディブラン | バリサン・ディブラン | バリサン・ディブラン | バリサン・ディブラン       | バリサン・ディブラン       |                            |                            |                            |                            |  |  |  |  |  |  |  |  |  |  |  |  |  |  |  |  |  |  |
|                                            |                                            |                                            |                                            |                                            |                                            |                                         |                                         |                                                |                                                |                                                |                                                |                                                |                                                |                                             |                                             |                                             |                                             |                                             |                                             |                                          |                                          |                                         |                                         |                                         |                                         |                                       |                                       |                                       |                                       |                                     |                                     |                                                        |                                                        |                                                        |                                                        |                                                        |                                                        |                                |                                |                                              |                                              |                                              |                                              |                                              |                                              |                           |                           |                              |                              |                              |                              |                              |                              |                        |                        |                                              |                                              |                                              |                                              |                                                  |                                                  |                                                  |                                                  |                                                  |                                                  |                                    |                                    |                                       |                                       |                                       |                                       |                                                               |                                                               |                                                               |                                                               |                                                               |                                                               |                                        |                                        |                                               |                                               |                                               |                                               |                                               |                                               |                      |                      |                      |                      |                      |                      |                            |                            |                            |                            |                            |                            |  |  |  |  |  |  |  |  |  |  |  |  |  |  |  |  |  |  |
|                                            |                                            |                                            |                                            |                                            |                                            |                                         |                                         |                                                |                                                |                                                |                                                |                                                |                                                |                                             |                                             |                                             |                                             |                                             |                                             |                                          |                                          |                                         |                                         |                                         |                                         |                                       |                                       |                                       |                                       |                                     |                                     |                                                        |                                                        |                                                        |                                                        |                                                        |                                                        |                                |                                |                                              |                                              |                                              |                                              |                                              |                                              |                           |                           |                              |                              |                              |                              |                              |                              |                        |                        |                                              |                                              |                                              |                                              |                                                  |                                                  |                                                  |                                                  |                                                  |                                                  |                                    |                                    |                                       |                                       |                                       |                                       |                                                               |                                                               |                                                               |                                                               |                                                               |                                                               |                                        |                                        |                                               |                                               |                                               |                                               |                                               |                                               |                      |                      |                      |                      |                      |                      |                            |                            |                            |                            |                            |                            |  |  |  |  |  |  |  |  |  |  |  |  |  |  |  |  |  |  |
| ボードゥアン3世                            | ボードゥアン3世                            | ボードゥアン3世                            | ボードゥアン3世                            | ボードゥアン3世                            | ボードゥアン3世                            |                                         |                                         | テオドラ・コムネナ （ビザンツ帝マヌエル1世姪） | テオドラ・コムネナ （ビザンツ帝マヌエル1世姪） | テオドラ・コムネナ （ビザンツ帝マヌエル1世姪） | テオドラ・コムネナ （ビザンツ帝マヌエル1世姪） | テオドラ・コムネナ （ビザンツ帝マヌエル1世姪） | テオドラ・コムネナ （ビザンツ帝マヌエル1世姪） |                                             |                                             |                                             |                                             |                                             |                                             |                                          |                                          |                                         |                                         | レーモン3世 トリポリ伯 エルサレム摂政   | レーモン3世 トリポリ伯 エルサレム摂政   | レーモン3世 トリポリ伯 エルサレム摂政 | レーモン3世 トリポリ伯 エルサレム摂政 | レーモン3世 トリポリ伯 エルサレム摂政 | レーモン3世 トリポリ伯 エルサレム摂政 |                                     |                                     | アニェス・ド・クルトネー （エデッサ伯ジョスラン2世娘） | アニェス・ド・クルトネー （エデッサ伯ジョスラン2世娘） | アニェス・ド・クルトネー （エデッサ伯ジョスラン2世娘） | アニェス・ド・クルトネー （エデッサ伯ジョスラン2世娘） | アニェス・ド・クルトネー （エデッサ伯ジョスラン2世娘） | アニェス・ド・クルトネー （エデッサ伯ジョスラン2世娘） |                                |                                |                                              |                                              |                                              |                                              | アモーリー1世                                | アモーリー1世                                | アモーリー1世             | アモーリー1世             | アモーリー1世                | アモーリー1世                |                              |                              |                              |                              |                        |                        |                                              |                                              |                                              |                                              | マリア・コムネナ （ビザンツ帝マヌエル1世甥の娘） | マリア・コムネナ （ビザンツ帝マヌエル1世甥の娘） | マリア・コムネナ （ビザンツ帝マヌエル1世甥の娘） | マリア・コムネナ （ビザンツ帝マヌエル1世甥の娘） | マリア・コムネナ （ビザンツ帝マヌエル1世甥の娘） | マリア・コムネナ （ビザンツ帝マヌエル1世甥の娘） |                                    |                                    |                                       |                                       |                                       |                                       |                                                               |                                                               |                                                               |                                                               |                                                               |                                                               |                                        |                                        |                                               |                                               |                                               |                                               | バリアン・ディブラン                          | バリアン・ディブラン                          | バリアン・ディブラン | バリアン・ディブラン | バリアン・ディブラン | バリアン・ディブラン |                      |                      |                            |                            |                            |                            |                            |                            |  |  |  |  |  |  |  |  |  |  |  |  |  |  |  |  |  |  |
| ボードゥアン3世                            | ボードゥアン3世                            | ボードゥアン3世                            | ボードゥアン3世                            | ボードゥアン3世                            | ボードゥアン3世                            |                                         |                                         | テオドラ・コムネナ （ビザンツ帝マヌエル1世姪） | テオドラ・コムネナ （ビザンツ帝マヌエル1世姪） | テオドラ・コムネナ （ビザンツ帝マヌエル1世姪） | テオドラ・コムネナ （ビザンツ帝マヌエル1世姪） | テオドラ・コムネナ （ビザンツ帝マヌエル1世姪） | テオドラ・コムネナ （ビザンツ帝マヌエル1世姪） |                                             |                                             |                                             |                                             |                                             |                                             |                                          |                                          |                                         |                                         | レーモン3世 トリポリ伯 エルサレム摂政   | レーモン3世 トリポリ伯 エルサレム摂政   | レーモン3世 トリポリ伯 エルサレム摂政 | レーモン3世 トリポリ伯 エルサレム摂政 | レーモン3世 トリポリ伯 エルサレム摂政 | レーモン3世 トリポリ伯 エルサレム摂政 |                                     |                                     | アニェス・ド・クルトネー （エデッサ伯ジョスラン2世娘） | アニェス・ド・クルトネー （エデッサ伯ジョスラン2世娘） | アニェス・ド・クルトネー （エデッサ伯ジョスラン2世娘） | アニェス・ド・クルトネー （エデッサ伯ジョスラン2世娘） | アニェス・ド・クルトネー （エデッサ伯ジョスラン2世娘） | アニェス・ド・クルトネー （エデッサ伯ジョスラン2世娘） |                                |                                |                                              |                                              |                                              |                                              | アモーリー1世                                | アモーリー1世                                | アモーリー1世             | アモーリー1世             | アモーリー1世                | アモーリー1世                |                              |                              |                              |                              |                        |                        |                                              |                                              |                                              |                                              | マリア・コムネナ （ビザンツ帝マヌエル1世甥の娘） | マリア・コムネナ （ビザンツ帝マヌエル1世甥の娘） | マリア・コムネナ （ビザンツ帝マヌエル1世甥の娘） | マリア・コムネナ （ビザンツ帝マヌエル1世甥の娘） | マリア・コムネナ （ビザンツ帝マヌエル1世甥の娘） | マリア・コムネナ （ビザンツ帝マヌエル1世甥の娘） |                                    |                                    |                                       |                                       |                                       |                                       |                                                               |                                                               |                                                               |                                                               |                                                               |                                                               |                                        |                                        |                                               |                                               |                                               |                                               | バリアン・ディブラン                          | バリアン・ディブラン                          | バリアン・ディブラン | バリアン・ディブラン | バリアン・ディブラン | バリアン・ディブラン |                      |                      |                            |                            |                            |                            |                            |                            |  |  |  |  |  |  |  |  |  |  |  |  |  |  |  |  |  |  |
|                                            |                                            |                                            |                                            |                                            |                                            |                                         |                                         |                                                |                                                |                                                |                                                |                                                |                                                |                                             |                                             |                                             |                                             |                                             |                                             |                                          |                                          |                                         |                                         |                                         |                                         |                                       |                                       |                                       |                                       |                                     |                                     |                                                        |                                                        |                                                        |                                                        |                                                        |                                                        |                                |                                |                                              |                                              |                                              |                                              |                                              |                                              |                           |                           |                              |                              |                              |                              |                              |                              |                        |                        |                                              |                                              |                                              |                                              |                                                  |                                                  |                                                  |                                                  |                                                  |                                                  |                                    |                                    |                                       |                                       |                                       |                                       |                                                               |                                                               |                                                               |                                                               |                                                               |                                                               |                                        |                                        |                                               |                                               |                                               |                                               |                                               |                                               |                      |                      |                      |                      |                      |                      |                            |                            |                            |                            |                            |                            |  |  |  |  |  |  |  |  |  |  |  |  |  |  |  |  |  |  |
|                                            |                                            |                                            |                                            |                                            |                                            |                                         |                                         |                                                |                                                |                                                |                                                |                                                |                                                |                                             |                                             |                                             |                                             |                                             |                                             |                                          |                                          |                                         |                                         |                                         |                                         |                                       |                                       |                                       |                                       |                                     |                                     |                                                        |                                                        |                                                        |                                                        |                                                        |                                                        |                                |                                |                                              |                                              |                                              |                                              |                                              |                                              |                           |                           |                              |                              |                              |                              |                              |                              |                        |                        |                                              |                                              |                                              |                                              |                                                  |                                                  |                                                  |                                                  |                                                  |                                                  |                                    |                                    |                                       |                                       |                                       |                                       |                                                               |                                                               |                                                               |                                                               |                                                               |                                                               |                                        |                                        |                                               |                                               |                                               |                                               |                                               |                                               |                      |                      |                      |                      |                      |                      |                            |                            |                            |                            |                            |                            |  |  |  |  |  |  |  |  |  |  |  |  |  |  |  |  |  |  |
|                                            |                                            |                                            |                                            |                                            |                                            |                                         |                                         |                                                |                                                |                                                |                                                | グリエルモ・デル・モンフェラート               | グリエルモ・デル・モンフェラート               | グリエルモ・デル・モンフェラート            | グリエルモ・デル・モンフェラート            | グリエルモ・デル・モンフェラート            | グリエルモ・デル・モンフェラート            |                                             |                                             | シビーユ                                 | シビーユ                                 | シビーユ                                | シビーユ                                | シビーユ                                | シビーユ                                |                                       |                                       | ギー・ド・リュジニャン キプロス王     | ギー・ド・リュジニャン キプロス王     | ギー・ド・リュジニャン キプロス王   | ギー・ド・リュジニャン キプロス王   | ギー・ド・リュジニャン キプロス王                      | ギー・ド・リュジニャン キプロス王                      |                                                        |                                                        | ボードゥアン4世                                        | ボードゥアン4世                                        | ボードゥアン4世                | ボードゥアン4世                | ボードゥアン4世                              | ボードゥアン4世                              |                                              |                                              | オンフロワ4世・ド・トロン                    | オンフロワ4世・ド・トロン                    | オンフロワ4世・ド・トロン | オンフロワ4世・ド・トロン | オンフロワ4世・ド・トロン    | オンフロワ4世・ド・トロン    |                              |                              | イザベル1世                  | イザベル1世                  | イザベル1世            | イザベル1世            | イザベル1世                                  | イザベル1世                                  |                                              |                                              |                                                  |                                                  |                                                  |                                                  |                                                  |                                                  |                                    |                                    | エメリー・ド・リュジニャン キプロス王 | エメリー・ド・リュジニャン キプロス王 | エメリー・ド・リュジニャン キプロス王 | エメリー・ド・リュジニャン キプロス王 | エメリー・ド・リュジニャン キプロス王                         | エメリー・ド・リュジニャン キプロス王                         |                                                               |                                                               | ジャン・ディブラン ベイルート領主                             | ジャン・ディブラン ベイルート領主                             | ジャン・ディブラン ベイルート領主      | ジャン・ディブラン ベイルート領主      | ジャン・ディブラン ベイルート領主             | ジャン・ディブラン ベイルート領主             |                                               |                                               |                                               |                                               |                      |                      |                      |                      |                      |                      |                            |                            |                            |                            |                            |                            |  |  |  |  |  |  |  |  |  |  |  |  |  |  |  |  |  |  |
|                                            |                                            |                                            |                                            |                                            |                                            |                                         |                                         |                                                |                                                |                                                |                                                | グリエルモ・デル・モンフェラート               | グリエルモ・デル・モンフェラート               | グリエルモ・デル・モンフェラート            | グリエルモ・デル・モンフェラート            | グリエルモ・デル・モンフェラート            | グリエルモ・デル・モンフェラート            |                                             |                                             | シビーユ                                 | シビーユ                                 | シビーユ                                | シビーユ                                | シビーユ                                | シビーユ                                |                                       |                                       | ギー・ド・リュジニャン キプロス王     | ギー・ド・リュジニャン キプロス王     | ギー・ド・リュジニャン キプロス王   | ギー・ド・リュジニャン キプロス王   | ギー・ド・リュジニャン キプロス王                      | ギー・ド・リュジニャン キプロス王                      |                                                        |                                                        | ボードゥアン4世                                        | ボードゥアン4世                                        | ボードゥアン4世                | ボードゥアン4世                | ボードゥアン4世                              | ボードゥアン4世                              |                                              |                                              | オンフロワ4世・ド・トロン                    | オンフロワ4世・ド・トロン                    | オンフロワ4世・ド・トロン | オンフロワ4世・ド・トロン | オンフロワ4世・ド・トロン    | オンフロワ4世・ド・トロン    |                              |                              | イザベル1世                  | イザベル1世                  | イザベル1世            | イザベル1世            | イザベル1世                                  | イザベル1世                                  |                                              |                                              |                                                  |                                                  |                                                  |                                                  |                                                  |                                                  |                                    |                                    | エメリー・ド・リュジニャン キプロス王 | エメリー・ド・リュジニャン キプロス王 | エメリー・ド・リュジニャン キプロス王 | エメリー・ド・リュジニャン キプロス王 | エメリー・ド・リュジニャン キプロス王                         | エメリー・ド・リュジニャン キプロス王                         |                                                               |                                                               | ジャン・ディブラン ベイルート領主                             | ジャン・ディブラン ベイルート領主                             | ジャン・ディブラン ベイルート領主      | ジャン・ディブラン ベイルート領主      | ジャン・ディブラン ベイルート領主             | ジャン・ディブラン ベイルート領主             |                                               |                                               |                                               |                                               |                      |                      |                      |                      |                      |                      |                            |                            |                            |                            |                            |                            |  |  |  |  |  |  |  |  |  |  |  |  |  |  |  |  |  |  |
|                                            |                                            |                                            |                                            |                                            |                                            |                                         |                                         |                                                |                                                |                                                |                                                |                                                |                                                |                                             |                                             |                                             |                                             |                                             |                                             |                                          |                                          |                                         |                                         |                                         |                                         |                                       |                                       |                                       |                                       |                                     |                                     |                                                        |                                                        |                                                        |                                                        |                                                        |                                                        |                                |                                |                                              |                                              |                                              |                                              |                                              |                                              |                           |                           |                              |                              |                              |                              |                              |                              |                        |                        |                                              |                                              |                                              |                                              |                                                  |                                                  |                                                  |                                                  |                                                  |                                                  |                                    |                                    |                                       |                                       |                                       |                                       |                                                               |                                                               |                                                               |                                                               |                                                               |                                                               |                                        |                                        |                                               |                                               |                                               |                                               |                                               |                                               |                      |                      |                      |                      |                      |                      |                            |                            |                            |                            |                            |                            |  |  |  |  |  |  |  |  |  |  |  |  |  |  |  |  |  |  |
|                                            |                                            |                                            |                                            |                                            |                                            |                                         |                                         |                                                |                                                |                                                |                                                |                                                |                                                |                                             |                                             | ボードゥアン5世                             | ボードゥアン5世                             | ボードゥアン5世                             | ボードゥアン5世                             | ボードゥアン5世                          | ボードゥアン5世                          |                                         |                                         |                                         |                                         |                                       |                                       |                                       |                                       |                                     |                                     |                                                        |                                                        |                                                        |                                                        | コンラート1世 モンフェラート侯                         | コンラート1世 モンフェラート侯                         | コンラート1世 モンフェラート侯 | コンラート1世 モンフェラート侯 | コンラート1世 モンフェラート侯               | コンラート1世 モンフェラート侯               |                                              |                                              |                                              |                                              |                           |                           |                              |                              |                              |                              |                              |                              |                        |                        |                                              |                                              |                                              |                                              | アンリ2世 シャンパーニュ伯                       | アンリ2世 シャンパーニュ伯                       | アンリ2世 シャンパーニュ伯                       | アンリ2世 シャンパーニュ伯                       | アンリ2世 シャンパーニュ伯                       | アンリ2世 シャンパーニュ伯                       |                                    |                                    |                                       |                                       |                                       |                                       |                                                               |                                                               |                                                               |                                                               |                                                               |                                                               |                                        |                                        |                                               |                                               |                                               |                                               |                                               |                                               |                      |                      |                      |                      |                      |                      |                            |                            |                            |                            |                            |                            |  |  |  |  |  |  |  |  |  |  |  |  |  |  |  |  |  |  |
|                                            |                                            |                                            |                                            |                                            |                                            |                                         |                                         |                                                |                                                |                                                |                                                |                                                |                                                |                                             |                                             | ボードゥアン5世                             | ボードゥアン5世                             | ボードゥアン5世                             | ボードゥアン5世                             | ボードゥアン5世                          | ボードゥアン5世                          |                                         |                                         |                                         |                                         |                                       |                                       |                                       |                                       |                                     |                                     |                                                        |                                                        |                                                        |                                                        | コンラート1世 モンフェラート侯                         | コンラート1世 モンフェラート侯                         | コンラート1世 モンフェラート侯 | コンラート1世 モンフェラート侯 | コンラート1世 モンフェラート侯               | コンラート1世 モンフェラート侯               |                                              |                                              |                                              |                                              |                           |                           |                              |                              |                              |                              |                              |                              |                        |                        |                                              |                                              |                                              |                                              | アンリ2世 シャンパーニュ伯                       | アンリ2世 シャンパーニュ伯                       | アンリ2世 シャンパーニュ伯                       | アンリ2世 シャンパーニュ伯                       | アンリ2世 シャンパーニュ伯                       | アンリ2世 シャンパーニュ伯                       |                                    |                                    |                                       |                                       |                                       |                                       |                                                               |                                                               |                                                               |                                                               |                                                               |                                                               |                                        |                                        |                                               |                                               |                                               |                                               |                                               |                                               |                      |                      |                      |                      |                      |                      |                            |                            |                            |                            |                            |                            |  |  |  |  |  |  |  |  |  |  |  |  |  |  |  |  |  |  |
|                                            |                                            |                                            |                                            |                                            |                                            |                                         |                                         |                                                |                                                |                                                |                                                |                                                |                                                |                                             |                                             |                                             |                                             |                                             |                                             |                                          |                                          |                                         |                                         |                                         |                                         |                                       |                                       |                                       |                                       |                                     |                                     |                                                        |                                                        |                                                        |                                                        |                                                        |                                                        |                                |                                |                                              |                                              |                                              |                                              |                                              |                                              |                           |                           |                              |                              |                              |                              |                              |                              |                        |                        |                                              |                                              |                                              |                                              |                                                  |                                                  |                                                  |                                                  |                                                  |                                                  |                                    |                                    |                                       |                                       |                                       |                                       |                                                               |                                                               |                                                               |                                                               |                                                               |                                                               |                                        |                                        |                                               |                                               |                                               |                                               |                                               |                                               |                      |                      |                      |                      |                      |                      |                            |                            |                            |                            |                            |                            |  |  |  |  |  |  |  |  |  |  |  |  |  |  |  |  |  |  |
|                                            |                                            |                                            |                                            |                                            |                                            |                                         |                                         |                                                |                                                |                                                |                                                |                                                |                                                |                                             |                                             |                                             |                                             |                                             |                                             |                                          |                                          |                                         |                                         |                                         |                                         |                                       |                                       |                                       |                                       |                                     |                                     |                                                        |                                                        |                                                        |                                                        |                                                        |                                                        |                                |                                |                                              |                                              |                                              |                                              |                                              |                                              |                           |                           |                              |                              |                              |                              |                              |                              |                        |                        |                                              |                                              |                                              |                                              |                                                  |                                                  |                                                  |                                                  |                                                  |                                                  |                                    |                                    |                                       |                                       |                                       |                                       |                                                               |                                                               |                                                               |                                                               |                                                               |                                                               |                                        |                                        |                                               |                                               |                                               |                                               |                                               |                                               |                      |                      |                      |                      |                      |                      |                            |                            |                            |                            |                            |                            |  |  |  |  |  |  |  |  |  |  |  |  |  |  |  |  |  |  |
|                                            |                                            |                                            |                                            |                                            |                                            |                                         |                                         |                                                |                                                |                                                |                                                | ベレンガリア （レオン王アルフォンソ9世娘）     | ベレンガリア （レオン王アルフォンソ9世娘）     | ベレンガリア （レオン王アルフォンソ9世娘）  | ベレンガリア （レオン王アルフォンソ9世娘）  | ベレンガリア （レオン王アルフォンソ9世娘）  | ベレンガリア （レオン王アルフォンソ9世娘）  |                                             |                                             |                                          |                                          |                                         |                                         | ジャン・ド・ブリエンヌ                  | ジャン・ド・ブリエンヌ                  | ジャン・ド・ブリエンヌ                | ジャン・ド・ブリエンヌ                | ジャン・ド・ブリエンヌ                | ジャン・ド・ブリエンヌ                |                                     |                                     |                                                        |                                                        |                                                        |                                                        |                                                        |                                                        |                                |                                | マリーア                                     | マリーア                                     | マリーア                                     | マリーア                                     | マリーア                                     | マリーア                                     |                           |                           | アリス ＝キプロス王ユーグ1世 | アリス ＝キプロス王ユーグ1世 | アリス ＝キプロス王ユーグ1世 | アリス ＝キプロス王ユーグ1世 | アリス ＝キプロス王ユーグ1世 | アリス ＝キプロス王ユーグ1世 |                        |                        | フィリパ ＝エラール・ド・ブリエンヌ          | フィリパ ＝エラール・ド・ブリエンヌ          | フィリパ ＝エラール・ド・ブリエンヌ          | フィリパ ＝エラール・ド・ブリエンヌ          | フィリパ ＝エラール・ド・ブリエンヌ              | フィリパ ＝エラール・ド・ブリエンヌ              |                                                  |                                                  | シビーユ ＝アルメニア王レヴォン2世               | シビーユ ＝アルメニア王レヴォン2世               | シビーユ ＝アルメニア王レヴォン2世 | シビーユ ＝アルメニア王レヴォン2世 | シビーユ ＝アルメニア王レヴォン2世    | シビーユ ＝アルメニア王レヴォン2世    |                                       |                                       | ボエモン4世 アンティオキア公                                  | ボエモン4世 アンティオキア公                                  | ボエモン4世 アンティオキア公                                  | ボエモン4世 アンティオキア公                                  | ボエモン4世 アンティオキア公                                  | ボエモン4世 アンティオキア公                                  |                                        |                                        | メリザンド                                    | メリザンド                                    | メリザンド                                    | メリザンド                                    | メリザンド                                    | メリザンド                                    |                      |                      |                      |                      |                      |                      |                            |                            |                            |                            |                            |                            |  |  |  |  |  |  |  |  |  |  |  |  |  |  |  |  |  |  |
|                                            |                                            |                                            |                                            |                                            |                                            |                                         |                                         |                                                |                                                |                                                |                                                | ベレンガリア （レオン王アルフォンソ9世娘）     | ベレンガリア （レオン王アルフォンソ9世娘）     | ベレンガリア （レオン王アルフォンソ9世娘）  | ベレンガリア （レオン王アルフォンソ9世娘）  | ベレンガリア （レオン王アルフォンソ9世娘）  | ベレンガリア （レオン王アルフォンソ9世娘）  |                                             |                                             |                                          |                                          |                                         |                                         | ジャン・ド・ブリエンヌ                  | ジャン・ド・ブリエンヌ                  | ジャン・ド・ブリエンヌ                | ジャン・ド・ブリエンヌ                | ジャン・ド・ブリエンヌ                | ジャン・ド・ブリエンヌ                |                                     |                                     |                                                        |                                                        |                                                        |                                                        |                                                        |                                                        |                                |                                | マリーア                                     | マリーア                                     | マリーア                                     | マリーア                                     | マリーア                                     | マリーア                                     |                           |                           | アリス ＝キプロス王ユーグ1世 | アリス ＝キプロス王ユーグ1世 | アリス ＝キプロス王ユーグ1世 | アリス ＝キプロス王ユーグ1世 | アリス ＝キプロス王ユーグ1世 | アリス ＝キプロス王ユーグ1世 |                        |                        | フィリパ ＝エラール・ド・ブリエンヌ          | フィリパ ＝エラール・ド・ブリエンヌ          | フィリパ ＝エラール・ド・ブリエンヌ          | フィリパ ＝エラール・ド・ブリエンヌ          | フィリパ ＝エラール・ド・ブリエンヌ              | フィリパ ＝エラール・ド・ブリエンヌ              |                                                  |                                                  | シビーユ ＝アルメニア王レヴォン2世               | シビーユ ＝アルメニア王レヴォン2世               | シビーユ ＝アルメニア王レヴォン2世 | シビーユ ＝アルメニア王レヴォン2世 | シビーユ ＝アルメニア王レヴォン2世    | シビーユ ＝アルメニア王レヴォン2世    |                                       |                                       | ボエモン4世 アンティオキア公                                  | ボエモン4世 アンティオキア公                                  | ボエモン4世 アンティオキア公                                  | ボエモン4世 アンティオキア公                                  | ボエモン4世 アンティオキア公                                  | ボエモン4世 アンティオキア公                                  |                                        |                                        | メリザンド                                    | メリザンド                                    | メリザンド                                    | メリザンド                                    | メリザンド                                    | メリザンド                                    |                      |                      |                      |                      |                      |                      |                            |                            |                            |                            |                            |                            |  |  |  |  |  |  |  |  |  |  |  |  |  |  |  |  |  |  |
|                                            |                                            |                                            |                                            |                                            |                                            |                                         |                                         |                                                |                                                |                                                |                                                |                                                |                                                |                                             |                                             |                                             |                                             |                                             |                                             |                                          |                                          |                                         |                                         |                                         |                                         |                                       |                                       |                                       |                                       |                                     |                                     |                                                        |                                                        |                                                        |                                                        |                                                        |                                                        |                                |                                |                                              |                                              |                                              |                                              |                                              |                                              |                           |                           |                              |                              |                              |                              |                              |                              |                        |                        |                                              |                                              |                                              |                                              |                                                  |                                                  |                                                  |                                                  |                                                  |                                                  |                                    |                                    |                                       |                                       |                                       |                                       |                                                               |                                                               |                                                               |                                                               |                                                               |                                                               |                                        |                                        |                                               |                                               |                                               |                                               |                                               |                                               |                      |                      |                      |                      |                      |                      |                            |                            |                            |                            |                            |                            |  |  |  |  |  |  |  |  |  |  |  |  |  |  |  |  |  |  |
|                                            |                                            |                                            |                                            |                                            |                                            |                                         |                                         |                                                |                                                |                                                |                                                |                                                |                                                |                                             |                                             |                                             |                                             |                                             |                                             |                                          |                                          |                                         |                                         |                                         |                                         |                                       |                                       |                                       |                                       |                                     |                                     |                                                        |                                                        |                                                        |                                                        |                                                        |                                                        |                                |                                |                                              |                                              |                                              |                                              |                                              |                                              |                           |                           |                              |                              |                              |                              |                              |                              |                        |                        |                                              |                                              |                                              |                                              |                                                  |                                                  |                                                  |                                                  |                                                  |                                                  |                                    |                                    |                                       |                                       |                                       |                                       |                                                               |                                                               |                                                               |                                                               |                                                               |                                                               |                                        |                                        |                                               |                                               |                                               |                                               |                                               |                                               |                      |                      |                      |                      |                      |                      |                            |                            |                            |                            |                            |                            |  |  |  |  |  |  |  |  |  |  |  |  |  |  |  |  |  |  |
|                                            |                                            |                                            |                                            |                                            |                                            |                                         |                                         |                                                |                                                |                                                |                                                |                                                |                                                |                                             |                                             | マリーア ＝ラテン帝ボードゥアン2世          | マリーア ＝ラテン帝ボードゥアン2世          | マリーア ＝ラテン帝ボードゥアン2世          | マリーア ＝ラテン帝ボードゥアン2世          | マリーア ＝ラテン帝ボードゥアン2世       | マリーア ＝ラテン帝ボードゥアン2世       |                                         |                                         | フリードリヒ2世 神聖ローマ皇帝          | フリードリヒ2世 神聖ローマ皇帝          | フリードリヒ2世 神聖ローマ皇帝        | フリードリヒ2世 神聖ローマ皇帝        | フリードリヒ2世 神聖ローマ皇帝        | フリードリヒ2世 神聖ローマ皇帝        |                                     |                                     | イザベル2世                                            | イザベル2世                                            | イザベル2世                                            | イザベル2世                                            | イザベル2世                                            | イザベル2世                                            |                                |                                | マリー ＝ブリエンヌ伯ゴーティエ4世           | マリー ＝ブリエンヌ伯ゴーティエ4世           | マリー ＝ブリエンヌ伯ゴーティエ4世           | マリー ＝ブリエンヌ伯ゴーティエ4世           | マリー ＝ブリエンヌ伯ゴーティエ4世           | マリー ＝ブリエンヌ伯ゴーティエ4世           |                           |                           | アンリ1世 キプロス王         | アンリ1世 キプロス王         | アンリ1世 キプロス王         | アンリ1世 キプロス王         | アンリ1世 キプロス王         | アンリ1世 キプロス王         |                        |                        | プレザンス （アンティオキア公ボエモン5世娘） | プレザンス （アンティオキア公ボエモン5世娘） | プレザンス （アンティオキア公ボエモン5世娘） | プレザンス （アンティオキア公ボエモン5世娘） | プレザンス （アンティオキア公ボエモン5世娘）     | プレザンス （アンティオキア公ボエモン5世娘）     |                                                  |                                                  | イザベラ                                         | イザベラ                                         | イザベラ                           | イザベラ                           | イザベラ                              | イザベラ                              |                                       |                                       | アンリ                                                        | アンリ                                                        | アンリ                                                        | アンリ                                                        | アンリ                                                        | アンリ                                                        |                                        |                                        | マリー シャルル・ダンジューに王位請求権を譲渡 | マリー シャルル・ダンジューに王位請求権を譲渡 | マリー シャルル・ダンジューに王位請求権を譲渡 | マリー シャルル・ダンジューに王位請求権を譲渡 | マリー シャルル・ダンジューに王位請求権を譲渡 | マリー シャルル・ダンジューに王位請求権を譲渡 |                      |                      |                      |                      |                      |                      |                            |                            |                            |                            |                            |                            |  |  |  |  |  |  |  |  |  |  |  |  |  |  |  |  |  |  |
|                                            |                                            |                                            |                                            |                                            |                                            |                                         |                                         |                                                |                                                |                                                |                                                |                                                |                                                |                                             |                                             | マリーア ＝ラテン帝ボードゥアン2世          | マリーア ＝ラテン帝ボードゥアン2世          | マリーア ＝ラテン帝ボードゥアン2世          | マリーア ＝ラテン帝ボードゥアン2世          | マリーア ＝ラテン帝ボードゥアン2世       | マリーア ＝ラテン帝ボードゥアン2世       |                                         |                                         | フリードリヒ2世 神聖ローマ皇帝          | フリードリヒ2世 神聖ローマ皇帝          | フリードリヒ2世 神聖ローマ皇帝        | フリードリヒ2世 神聖ローマ皇帝        | フリードリヒ2世 神聖ローマ皇帝        | フリードリヒ2世 神聖ローマ皇帝        |                                     |                                     | イザベル2世                                            | イザベル2世                                            | イザベル2世                                            | イザベル2世                                            | イザベル2世                                            | イザベル2世                                            |                                |                                | マリー ＝ブリエンヌ伯ゴーティエ4世           | マリー ＝ブリエンヌ伯ゴーティエ4世           | マリー ＝ブリエンヌ伯ゴーティエ4世           | マリー ＝ブリエンヌ伯ゴーティエ4世           | マリー ＝ブリエンヌ伯ゴーティエ4世           | マリー ＝ブリエンヌ伯ゴーティエ4世           |                           |                           | アンリ1世 キプロス王         | アンリ1世 キプロス王         | アンリ1世 キプロス王         | アンリ1世 キプロス王         | アンリ1世 キプロス王         | アンリ1世 キプロス王         |                        |                        | プレザンス （アンティオキア公ボエモン5世娘） | プレザンス （アンティオキア公ボエモン5世娘） | プレザンス （アンティオキア公ボエモン5世娘） | プレザンス （アンティオキア公ボエモン5世娘） | プレザンス （アンティオキア公ボエモン5世娘）     | プレザンス （アンティオキア公ボエモン5世娘）     |                                                  |                                                  | イザベラ                                         | イザベラ                                         | イザベラ                           | イザベラ                           | イザベラ                              | イザベラ                              |                                       |                                       | アンリ                                                        | アンリ                                                        | アンリ                                                        | アンリ                                                        | アンリ                                                        | アンリ                                                        |                                        |                                        | マリー シャルル・ダンジューに王位請求権を譲渡 | マリー シャルル・ダンジューに王位請求権を譲渡 | マリー シャルル・ダンジューに王位請求権を譲渡 | マリー シャルル・ダンジューに王位請求権を譲渡 | マリー シャルル・ダンジューに王位請求権を譲渡 | マリー シャルル・ダンジューに王位請求権を譲渡 |                      |                      |                      |                      |                      |                      |                            |                            |                            |                            |                            |                            |  |  |  |  |  |  |  |  |  |  |  |  |  |  |  |  |  |  |
|                                            |                                            |                                            |                                            |                                            |                                            |                                         |                                         |                                                |                                                |                                                |                                                |                                                |                                                |                                             |                                             |                                             |                                             |                                             |                                             |                                          |                                          |                                         |                                         |                                         |                                         |                                       |                                       |                                       |                                       |                                     |                                     |                                                        |                                                        |                                                        |                                                        |                                                        |                                                        |                                |                                |                                              |                                              |                                              |                                              |                                              |                                              |                           |                           |                              |                              |                              |                              |                              |                              |                        |                        |                                              |                                              |                                              |                                              |                                                  |                                                  |                                                  |                                                  |                                                  |                                                  |                                    |                                    |                                       |                                       |                                       |                                       |                                                               |                                                               |                                                               |                                                               |                                                               |                                                               |                                        |                                        |                                               |                                               |                                               |                                               |                                               |                                               |                      |                      |                      |                      |                      |                      |                            |                            |                            |                            |                            |                            |  |  |  |  |  |  |  |  |  |  |  |  |  |  |  |  |  |  |
|                                            |                                            |                                            |                                            |                                            |                                            |                                         |                                         |                                                |                                                |                                                |                                                |                                                |                                                |                                             |                                             |                                             |                                             |                                             |                                             |                                          |                                          |                                         |                                         |                                         |                                         |                                       |                                       | コンラート2世 神聖ローマ皇帝（4世）   | コンラート2世 神聖ローマ皇帝（4世）   | コンラート2世 神聖ローマ皇帝（4世） | コンラート2世 神聖ローマ皇帝（4世） | コンラート2世 神聖ローマ皇帝（4世）                    | コンラート2世 神聖ローマ皇帝（4世）                    |                                                        |                                                        |                                                        |                                                        |                                |                                | ユーグ1世 ブリエンヌ伯                       | ユーグ1世 ブリエンヌ伯                       | ユーグ1世 ブリエンヌ伯                       | ユーグ1世 ブリエンヌ伯                       | ユーグ1世 ブリエンヌ伯                       | ユーグ1世 ブリエンヌ伯                       |                           |                           |                              |                              |                              |                              | ユーグ2世 キプロス王         | ユーグ2世 キプロス王         | ユーグ2世 キプロス王   | ユーグ2世 キプロス王   | ユーグ2世 キプロス王                         | ユーグ2世 キプロス王                         |                                              |                                              |                                                  |                                                  |                                                  |                                                  |                                                  |                                                  |                                    |                                    | ユーグ3世 キプロス王                  | ユーグ3世 キプロス王                  | ユーグ3世 キプロス王                  | ユーグ3世 キプロス王                  | ユーグ3世 キプロス王                                          | ユーグ3世 キプロス王                                          |                                                               |                                                               |                                                               |                                                               |                                        |                                        |                                               |                                               |                                               |                                               |                                               |                                               |                      |                      |                      |                      |                      |                      |                            |                            |                            |                            |                            |                            |  |  |  |  |  |  |  |  |  |  |  |  |  |  |  |  |  |  |
|                                            |                                            |                                            |                                            |                                            |                                            |                                         |                                         |                                                |                                                |                                                |                                                |                                                |                                                |                                             |                                             |                                             |                                             |                                             |                                             |                                          |                                          |                                         |                                         |                                         |                                         |                                       |                                       | コンラート2世 神聖ローマ皇帝（4世）   | コンラート2世 神聖ローマ皇帝（4世）   | コンラート2世 神聖ローマ皇帝（4世） | コンラート2世 神聖ローマ皇帝（4世） | コンラート2世 神聖ローマ皇帝（4世）                    | コンラート2世 神聖ローマ皇帝（4世）                    |                                                        |                                                        |                                                        |                                                        |                                |                                | ユーグ1世 ブリエンヌ伯                       | ユーグ1世 ブリエンヌ伯                       | ユーグ1世 ブリエンヌ伯                       | ユーグ1世 ブリエンヌ伯                       | ユーグ1世 ブリエンヌ伯                       | ユーグ1世 ブリエンヌ伯                       |                           |                           |                              |                              |                              |                              | ユーグ2世 キプロス王         | ユーグ2世 キプロス王         | ユーグ2世 キプロス王   | ユーグ2世 キプロス王   | ユーグ2世 キプロス王                         | ユーグ2世 キプロス王                         |                                              |                                              |                                                  |                                                  |                                                  |                                                  |                                                  |                                                  |                                    |                                    | ユーグ3世 キプロス王                  | ユーグ3世 キプロス王                  | ユーグ3世 キプロス王                  | ユーグ3世 キプロス王                  | ユーグ3世 キプロス王                                          | ユーグ3世 キプロス王                                          |                                                               |                                                               |                                                               |                                                               |                                        |                                        |                                               |                                               |                                               |                                               |                                               |                                               |                      |                      |                      |                      |                      |                      |                            |                            |                            |                            |                            |                            |  |  |  |  |  |  |  |  |  |  |  |  |  |  |  |  |  |  |
|                                            |                                            |                                            |                                            |                                            |                                            |                                         |                                         |                                                |                                                |                                                |                                                |                                                |                                                |                                             |                                             |                                             |                                             |                                             |                                             |                                          |                                          |                                         |                                         |                                         |                                         |                                       |                                       |                                       |                                       |                                     |                                     |                                                        |                                                        |                                                        |                                                        |                                                        |                                                        |                                |                                |                                              |                                              |                                              |                                              |                                              |                                              |                           |                           |                              |                              |                              |                              |                              |                              |                        |                        |                                              |                                              |                                              |                                              |                                                  |                                                  |                                                  |                                                  |                                                  |                                                  |                                    |                                    |                                       |                                       |                                       |                                       |                                                               |                                                               |                                                               |                                                               |                                                               |                                                               |                                        |                                        |                                               |                                               |                                               |                                               |                                               |                                               |                      |                      |                      |                      |                      |                      |                            |                            |                            |                            |                            |                            |  |  |  |  |  |  |  |  |  |  |  |  |  |  |  |  |  |  |
|                                            |                                            |                                            |                                            |                                            |                                            |                                         |                                         |                                                |                                                |                                                |                                                |                                                |                                                |                                             |                                             |                                             |                                             |                                             |                                             |                                          |                                          |                                         |                                         |                                         |                                         |                                       |                                       | コンラート3世 シチリア王              | コンラート3世 シチリア王              | コンラート3世 シチリア王            | コンラート3世 シチリア王            | コンラート3世 シチリア王                               | コンラート3世 シチリア王                               |                                                        |                                                        |                                                        |                                                        |                                |                                |                                              |                                              |                                              |                                              |                                              |                                              |                           |                           |                              |                              |                              |                              | ジャン キプロス王            | ジャン キプロス王            | ジャン キプロス王      | ジャン キプロス王      | ジャン キプロス王                            | ジャン キプロス王                            |                                              |                                              | アンリ2世 キプロス王                             | アンリ2世 キプロス王                             | アンリ2世 キプロス王                             | アンリ2世 キプロス王                             | アンリ2世 キプロス王                             | アンリ2世 キプロス王                             |                                    |                                    | エメリー                              | エメリー                              | エメリー                              | エメリー                              | エメリー                                                      | エメリー                                                      |                                                               |                                                               | イザベラ （アルメニア王レヴォン3世娘）                        | イザベラ （アルメニア王レヴォン3世娘）                        | イザベラ （アルメニア王レヴォン3世娘） | イザベラ （アルメニア王レヴォン3世娘） | イザベラ （アルメニア王レヴォン3世娘）        | イザベラ （アルメニア王レヴォン3世娘）        |                                               |                                               | ギー                                          | ギー                                          | ギー                 | ギー                 | ギー                 | ギー                 |                      |                      |                            |                            |                            |                            |                            |                            |  |  |  |  |  |  |  |  |  |  |  |  |  |  |  |  |  |  |
|                                            |                                            |                                            |                                            |                                            |                                            |                                         |                                         |                                                |                                                |                                                |                                                |                                                |                                                |                                             |                                             |                                             |                                             |                                             |                                             |                                          |                                          |                                         |                                         |                                         |                                         |                                       |                                       | コンラート3世 シチリア王              | コンラート3世 シチリア王              | コンラート3世 シチリア王            | コンラート3世 シチリア王            | コンラート3世 シチリア王                               | コンラート3世 シチリア王                               |                                                        |                                                        |                                                        |                                                        |                                |                                |                                              |                                              |                                              |                                              |                                              |                                              |                           |                           |                              |                              |                              |                              | ジャン キプロス王            | ジャン キプロス王            | ジャン キプロス王      | ジャン キプロス王      | ジャン キプロス王                            | ジャン キプロス王                            |                                              |                                              | アンリ2世 キプロス王                             | アンリ2世 キプロス王                             | アンリ2世 キプロス王                             | アンリ2世 キプロス王                             | アンリ2世 キプロス王                             | アンリ2世 キプロス王                             |                                    |                                    | エメリー                              | エメリー                              | エメリー                              | エメリー                              | エメリー                                                      | エメリー                                                      |                                                               |                                                               | イザベラ （アルメニア王レヴォン3世娘）                        | イザベラ （アルメニア王レヴォン3世娘）                        | イザベラ （アルメニア王レヴォン3世娘） | イザベラ （アルメニア王レヴォン3世娘） | イザベラ （アルメニア王レヴォン3世娘）        | イザベラ （アルメニア王レヴォン3世娘）        |                                               |                                               | ギー                                          | ギー                                          | ギー                 | ギー                 | ギー                 | ギー                 |                      |                      |                            |                            |                            |                            |                            |                            |  |  |  |  |  |  |  |  |  |  |  |  |  |  |  |  |  |  |
|                                            |                                            |                                            |                                            |                                            |                                            |                                         |                                         |                                                |                                                |                                                |                                                |                                                |                                                |                                             |                                             |                                             |                                             |                                             |                                             |                                          |                                          |                                         |                                         |                                         |                                         |                                       |                                       |                                       |                                       |                                     |                                     |                                                        |                                                        |                                                        |                                                        |                                                        |                                                        |                                |                                |                                              |                                              |                                              |                                              |                                              |                                              |                           |                           |                              |                              |                              |                              |                              |                              |                        |                        |                                              |                                              |                                              |                                              |                                                  |                                                  |                                                  |                                                  |                                                  |                                                  |                                    |                                    |                                       |                                       |                                       |                                       |                                                               |                                                               |                                                               |                                                               |                                                               |                                                               |                                        |                                        |                                               |                                               |                                               |                                               |                                               |                                               |                      |                      |                      |                      |                      |                      |                            |                            |                            |                            |                            |                            |  |  |  |  |  |  |  |  |  |  |  |  |  |  |  |  |  |  |
|                                            |                                            |                                            |                                            |                                            |                                            |                                         |                                         |                                                |                                                |                                                |                                                |                                                |                                                |                                             |                                             |                                             |                                             |                                             |                                             |                                          |                                          |                                         |                                         |                                         |                                         |                                       |                                       |                                       |                                       |                                     |                                     |                                                        |                                                        |                                                        |                                                        |                                                        |                                                        |                                |                                |                                              |                                              |                                              |                                              |                                              |                                              |                           |                           |                              |                              |                              |                              |                              |                              |                        |                        |                                              |                                              |                                              |                                              |                                                  |                                                  |                                                  |                                                  |                                                  |                                                  |                                    |                                    |                                       |                                       |                                       |                                       | アルメニア王家                                                | アルメニア王家                                                | アルメニア王家                                                | アルメニア王家                                                | アルメニア王家                                                | アルメニア王家                                                |                                        |                                        |                                               |                                               |                                               |                                               | キプロス王家                                  | キプロス王家                                  | キプロス王家         | キプロス王家         | キプロス王家         | キプロス王家         |                      |                      |                            |                            |                            |                            |                            |                            |  |  |  |  |  |  |  |  |  |  |  |  |  |  |  |  |  |  |

## エルサレム王位請求者（1291年 - 現在）

### 王位請求の起源
1291年の王国滅亡後も多くのヨーロッパの支配者達がエルサレム王位請求の正当な相続人として主張してきた。
- ブリエンヌ伯ユーグ（英語版）はエルサレム王国の摂政を請求し、キプロス王ユーグ1世とイザベル1世の二番目の娘アリス・ド・シャンパーニュの年長の相続人として1264年に間接的にこの地位を継承した。ユーグの地位は有力者会議（英語版）によって自らが支持するユーグの従兄弟である将来のキプロス王ユーグ3世の手に渡った（エルサレム国王ユーグ1世）。 ブリエンヌ家による請求（英語版）は続いたが、一族は後にウトラメールに関心を持たなくなった。
- 王国滅亡後もアンリ2世はエルサレム国王の称号を使い続けた。アンリ2世没後はこの称号は直接の相続人であるキプロス王が請求した。
- エルサレム国王の称号はまたマリー・ド・アンティオキア（英語版）から王位請求権を得たカルロ1世を祖とするアンジュー＝シチリア家のナポリ王が継続的に用いていた。それ故にこのエルサレム王国の請求権はナポリ王位に付属するものとして扱われていたが、これらは直接の相続よりも遺言ないしは征服によって大概所有主が変わった。ナポリ王国はローマ教皇の封土であり、ローマ教皇はナポリ王位と同様にエルサレム王位を保証し、エルサレム王位請求の歴史はナポリ王位請求の歴史とも重なる。

### 幾つかの請求権の継承ライン
個々にイタリック文字で示された者については自身ではエルサレム国王の称号を用いてはいない。

#### キプロス王家による請求
リュジニャン家
- アンリ2世 (1285年) 1291年–1324年
- ユーグ 1324年–1359年
- ピエール1世 1359年–1369年
- ピエール2世 1369–1382
- ジャック1世 1382–1398
- ヤヌス 1398年–1432年
- ジャン 1432年–1458年
- シャルロット1世 1458年–1485年 (1487年死去) 。

1459年に従姉弟のルドヴィーコ・ディ・サヴォイア (1482年死去)と結婚。1460年にシャルロットは庶弟のジャック2世によってキプロスを追われた。しかしながらシャルロットは1485年まで請求権を保持し、その年に一等親離れた従姉弟で正当な相続人であるサヴォイア公 カルロ1世（シャルロットの最初の従姉弟であるサヴォイア公アメデーオ9世の息子）に譲った。
サヴォイア家: サヴォイア家による嫡流の請求者
- カルロ1世 1482年–1490年
- カルロ2世 1490年–1496年。

リュジニャン家: リュジニャン家による庶流の請求者及び実質的なキプロス王位:
- ジャック2世 1460年–1473年 (庶子で異母姉のシャルロッテからキプロス王位を簒奪する)
- ジャック3世 1473–1474
- カトリーヌ 1474年–1489年 (ジャック2世の妻及び未亡人)

1489年にカトリーヌは自身の権利をヴェネツィア共和国 に譲った。
カルロ2世が死ぬとサヴォイア公位は大叔父で男性相続人であるフィリッポ2世（アメデーオ9世の兄弟）に渡った。カルロ2世の姉ヨランダ・ルドヴィーカは女性であるがためにサヴォイア公位を継承しなかったが、 全般的なカルロ2世の相続人であり、カルロ2世からキプロス及びエルサレム王位の請求権を継承したと見做されている。サヴォイア公はエルサレム王位請求権を主張し続けたが、ハプスブルク家やブルボン家と言ったヨーロッパの主要な王家との継承権の争いを避けるために称号のリストに意味不明瞭な"&c."を付けてサヴォイア家による請求を隠した。
フィリッポ2世の子孫

サヴォイア家:
- フィリッポ 1496年–1497年
- フィリベルト 1497年–1504年
- カルロ3世 1504年–1553年
- エマヌエーレ・フィリベルト 1553年–1580年
- カルロ・エマヌエーレ1世 1580年–1630年
- ヴィットーリオ・アメデーオ1世 1630–1637年

1632年のみ"キプロス王" の称号を騙る
- カルロ・エマヌエーレ2世 1637年–1675年
- ヴィットーリオ・アメデーオ2世 1675年–1730年

1713年に自身が短期間の統治者であったシチリア王と共に王位を騙る
- カルロ・エマヌエーレ3世 1730年–1773年
- ヴィットーリオ・アメデーオ3世 1773年–1796年
- カルロ・エマヌエーレ4世 1796年–1819年
- ヴィットーリオ・エマヌエーレ1世 1819年–1821年
- カルロ・フェリーチェ 1821年–1831年
- カルロ・アルベルト 1831年–1849年
- ヴィットーリオ・エマヌエーレ2世 1849年–1878年
- ウンベルト1世 1878年–1900年
- ヴィットーリオ・エマヌエーレ3世 1900年–1946年
- ウンベルト2世 1946年–1983年

アメデーオ9世の子孫
- ヨランダ・ルドヴィーカ 1496年–1499年。

一等親離れた従姉弟であるフィリベルト2世(アメデーオ9世の甥)と結婚。子孫を残さず。夫のフィリベルト2世はキプロス及びエルサレムの王号を使い続けたが、ヨランダの後継者は叔母アンナとナポリ王フェデリーコ1世の唯一の生き延びた娘である従姉妹のシャルロット・ダラゴンであった。
- シャルロット・ダラゴン (1506年死去)
- アンヌ・ド・ラヴァル (1554年死去)
- ルイ3世・ド・ラ・トレモイユ (1577年死去)。

ルイ3世・ド・ラ・トレモイユの子孫は父が死ぬとキプロス及びエルサレム王位の請求権を継承した。ナポリ王フェデリーコ1世の子孫として同時にナポリ王位（及びエルサレム王位）請求権も引き継ぎ、さらには1672年に遠縁のポーランド国王ヤン2世・カジミェシュが死ぬと彼が保持していたブリエンヌ家によるエルサレム王位請求権も引き継いだことでブリエンヌ家とキプロス王家のde jureによりエルサレムの王冠は統一された。

#### ナポリ王家による請求
女王イザベル1世とその四番目の夫であるアモーリー2世の娘のメリザンド・ド・キプロスは、アンティオキア侯ボヘモンド4世とその二番目の妻であった。メリザンドの娘であるマリー・ド・アンティオキアは、女王イザベル1世の孫であり、コンラート3世 の死亡時に、マリーは女王イザベル1世の孫では、唯一の存命者となっていた。
そのため、1269年から1277年 まで、マリーは血縁を根拠にエルサレム王位を請求し続けた。しかし、王位請求権を有力者会議に否定されるとマリーはローマに行き、その権利を1277年に教皇から祝福を得て、承認されたシャルル・ダンジューに売り渡した。これ以降、エルサレム王国に対するこの請求は同時に、ナポリの王冠に付属するものとして、相続よりも遺言ないしは征服によって請求権者がしばしば変わった。
アンジュー＝シチリア家
- カルロ1世 1277年–1285年;

王位請求権を1277年に獲得、ローマ教皇より承認される。
- カルロ2世 1285年–1309年
- ロベルト 1309年–1343年

三男だが存命の年長男子であり、長兄に代わり、ナポリ王位を継承した。
- ジョヴァンナ1世・ダンジョ 1343年–1382年

ジョヴァンナ1世は遺言で以前に自らの後継者と見做したハンガリー国王 ラヨシュ1世に自身の王国を託したが、同族のカルロ3世によって追放されて絞殺された。
アンジュー＝ドゥラツォ家: アンジュー家の嫡流による請求 :
- カルロ3世 (ドゥラツォ公) 1382年–1386年
- ラディズラーオ1世 1386年–1414年
- ジョヴァンナ2世・ダンジョ 1414年–1435年

ジョヴァンナ2世は遺言で自身の王国を庶流のルネ・ダンジューに託した。
ヴァロワ＝アンジュー家: アンジュー家の庶流による請求 :
- ルイ1世・ダンジュー 1382年–1384年
- ルイ2世・ダンジュー 1384年–1417年
- ルイ3世・ダンジュー 1417年–1434年

ヴァロワ＝アンジュー家
- ルネ・ダンジュー 1434年–1480年

ルネはアンジュー家による嫡流と庶流の請求権を統合した。しかしながら1441年、ジョヴァンナ2世が以前に養子とし（その後に縁を切った）、アラゴン国王兼シチリア国王アルフォンソ5世はナポリに進撃してこれを占領した。そのため、これ以降アルフォンソ5世もエルサレム王位を請求した。
| ルネの孫のルネ2世がバール公領を相続する一方、甥のシャルル5世・ダンジューがシチリア及びエルサレム王位請求権を引き継ぎ、その後、従兄弟のフランス王ルイ11世に託された。 | ルネの孫のルネ2世がバール公領を相続する一方、甥のシャルル5世・ダンジューがシチリア及びエルサレム王位請求権を引き継ぎ、その後、従兄弟のフランス王ルイ11世に託された。 | アラゴン王家による請求: - アルフォンソ1世 1442年–1458年、ナポリ征服による - フェルディナンド1世 1458年–1494年、庶子、遺言による | アラゴン王家による請求: - アルフォンソ1世 1442年–1458年、ナポリ征服による - フェルディナンド1世 1458年–1494年、庶子、遺言による | アラゴン王家による請求: - アルフォンソ1世 1442年–1458年、ナポリ征服による - フェルディナンド1世 1458年–1494年、庶子、遺言による |
| アンジュー＝ロレーヌ家による請求: ヴァロワ＝アンジュー家 - ヨランド・ダンジュー 1480年–1483年 ロレーヌ家 - ルネ2世 1480年–1508年 1493年まで称号を採用せず。 - アントワーヌ 1508年–1544年 - フランソワ1世 1544年–1545年 - シャルル3世 1545年–1608年 - アンリ2世 1608年–1624年 - ニコレッタ 1624年–1657年、夫のシャルル3世 - フェルディナンド1世・フィリップ 1657年–1659年 - シャルル5世 1659年–1690年 - レオポルト 1679年–1729年、1700年に称号を再開する。 - フランツ・シュテファン 1729年–1765年 ハプスブルク＝ロートリンゲン家 - ヨーゼフ2世 1765年–1790年 - レオポルト2世 1790年–1792年 - フランツ2世 1792年–1835年 - フェルディナント1世 1835年–1875年 - フランツ・ヨーゼフ1世 1875年–1916年 - カール1世 1916年–1922年 - オットー・フォン・ハプスブルク 1922年–2007年 - カール・ハプスブルク＝ロートリンゲン 2007年–現在 | フランス王家による請求: ヴァロワ＝アンジュー家 - シャルル4世・ダンジュー 1480年–1481年 ルネの男子相続人、名ばかりにエルサレム及びシチリア王 ヴァロワ家 - ルイ11世 1481年–1483年 一等親の従兄弟、遺言による。 - シャルル8世 1483年–1498年 1494年に シャルル8世はルイ2世・ダンジューの曾孫としてナポリ及びエルサレム王位を請求して進軍した。1495年にナポリを征服して国王として戴冠した。 ヴァロワ＝オルレアン家 - ルイ12世 1498年–1515年 ルイ12世は請求権を得たが、ナポリ王家の近縁の子孫であるという点が欠けていた（ルイ12世はカルロ2世の長女の子孫）。ルイ12世は1500年–1504年まで征服したナポリの一部を継承した。しかし他のフランス王でエルサレム王の称号を用いた者はいなかった。 | - アルフォンソ2世 1494年–1495年 - フェルディナンド2世 1495年–1496年 シャルル8世により短期間王位を失う。 - フェデリーコ1世 1496年–1501年 叔父、統治期間中にナポリは継承権を主張するルイ12世とフェルディナンド2世（1504年までフェデリーコ1世とルイ12世の両方を追放して継承の同盟軍に侵入された。 - フェルナンド2世 1504年–1516年 (征服と教皇の封土下賜状による) - コンスタンサ・デ・シシリア とペドロ3世の原アラゴン王家の請求の相続人 - カルロス1世 1516年–1554年 - フェリペ2世 1554年–1598年 - フェリペ3世 1598年–1621年 - フェリペ4世 1621年–1665年 - カルロス2世 1665年–1700年 | - アルフォンソ2世 1494年–1495年 - フェルディナンド2世 1495年–1496年 シャルル8世により短期間王位を失う。 - フェデリーコ1世 1496年–1501年 叔父、統治期間中にナポリは継承権を主張するルイ12世とフェルディナンド2世（1504年までフェデリーコ1世とルイ12世の両方を追放して継承の同盟軍に侵入された。 - フェルナンド2世 1504年–1516年 (征服と教皇の封土下賜状による) - コンスタンサ・デ・シシリア とペドロ3世の原アラゴン王家の請求の相続人 - カルロス1世 1516年–1554年 - フェリペ2世 1554年–1598年 - フェリペ3世 1598年–1621年 - フェリペ4世 1621年–1665年 - カルロス2世 1665年–1700年 | - アルフォンソ2世 1494年–1495年 - フェルディナンド2世 1495年–1496年 シャルル8世により短期間王位を失う。 - フェデリーコ1世 1496年–1501年 叔父、統治期間中にナポリは継承権を主張するルイ12世とフェルディナンド2世（1504年までフェデリーコ1世とルイ12世の両方を追放して継承の同盟軍に侵入された。 - フェルナンド2世 1504年–1516年 (征服と教皇の封土下賜状による) - コンスタンサ・デ・シシリア とペドロ3世の原アラゴン王家の請求の相続人 - カルロス1世 1516年–1554年 - フェリペ2世 1554年–1598年 - フェリペ3世 1598年–1621年 - フェリペ4世 1621年–1665年 - カルロス2世 1665年–1700年 |
| アンジュー＝ロレーヌ家による請求: ヴァロワ＝アンジュー家 - ヨランド・ダンジュー 1480年–1483年 ロレーヌ家 - ルネ2世 1480年–1508年 1493年まで称号を採用せず。 - アントワーヌ 1508年–1544年 - フランソワ1世 1544年–1545年 - シャルル3世 1545年–1608年 - アンリ2世 1608年–1624年 - ニコレッタ 1624年–1657年、夫のシャルル3世 - フェルディナンド1世・フィリップ 1657年–1659年 - シャルル5世 1659年–1690年 - レオポルト 1679年–1729年、1700年に称号を再開する。 - フランツ・シュテファン 1729年–1765年 ハプスブルク＝ロートリンゲン家 - ヨーゼフ2世 1765年–1790年 - レオポルト2世 1790年–1792年 - フランツ2世 1792年–1835年 - フェルディナント1世 1835年–1875年 - フランツ・ヨーゼフ1世 1875年–1916年 - カール1世 1916年–1922年 - オットー・フォン・ハプスブルク 1922年–2007年 - カール・ハプスブルク＝ロートリンゲン 2007年–現在 | フランス王家による請求: ヴァロワ＝アンジュー家 - シャルル4世・ダンジュー 1480年–1481年 ルネの男子相続人、名ばかりにエルサレム及びシチリア王 ヴァロワ家 - ルイ11世 1481年–1483年 一等親の従兄弟、遺言による。 - シャルル8世 1483年–1498年 1494年に シャルル8世はルイ2世・ダンジューの曾孫としてナポリ及びエルサレム王位を請求して進軍した。1495年にナポリを征服して国王として戴冠した。 ヴァロワ＝オルレアン家 - ルイ12世 1498年–1515年 ルイ12世は請求権を得たが、ナポリ王家の近縁の子孫であるという点が欠けていた（ルイ12世はカルロ2世の長女の子孫）。ルイ12世は1500年–1504年まで征服したナポリの一部を継承した。しかし他のフランス王でエルサレム王の称号を用いた者はいなかった。 | スペイン・ブルボン家による請求: - フェリペ5世 1700年–1724年 (遺言による) 統治期間中にスペイン王位請求者カルロス3世によって1707年にナポリを、同じくエルサレム王の称号を与えられたヴィットーリオ・アメデーオ2世（上記を参照のこと）によってシチリア（後にサルディーニャ島に交換）をそれぞれ奪われた。フェリペ5世はそれにも係わらず両シチリア及びエルサレム王の称号を用い続け、それは以後も全てのブルボン家のスペイン王によって使用された。 - ルイス1世 1724年 - フェリペ5世 1724年–1746年 - フェルナンド6世 1746年–1759年 - カルロス3世 1759年–1788年 1734年以降は両シチリア王の称号を使用。 - カルロス4世 1788年–1808年 - フェルナンド7世 1808年–1833年 - イサベル2世 1833年–1870年 - アルフォンソ12世 1870年-1885年 - アルフォンソ13世 1886年–1941年 - バルセロナ伯フアン 1941年–1977年 - フアン・カルロス1世 1977年–2014年 - フェリペ6世 2014年–現在 | ハプスブルク家による請求 : - カール6世 1702年–1740年, フェリペ5世に対抗してスペイン王位を請求、1734年に後のカルロス3世 に対してナポリ王国及び自身が所持していたナポリ及びエルサレム王位の称号を放棄した。 両シチリア王家による請求 : - カルロ7／5世 1734年–1788年 カルロス3世は条約でスペインと両シチリアを合同しないことを義務付けられ、息子のフェルディナンド1世に両シチリアの統治を委ねた。しかしながらスペイン王は両シチリア及びエルサレム王の称号を使用し続けた。 - フェルディナンド1世 1759年–1825年 - フランチェスコ1世 1825年–1830年 - フェルディナンド2世 1830年–1859年 - フランチェスコ2世 1859年–1894 年 両シチリア王国は1860年に新イタリア王国に征服され吸収された。フランチェスコ2世及びその後継者は両シチリア及びエルサレム王の称号を用い続けた。 - カゼルタ伯アルフォンソ 1894年–1934年 - カラブリア公フェルディナンド・ピウス 1934年–1960年、死後に二つに分裂した。 | ハプスブルク家による請求 : - カール6世 1702年–1740年, フェリペ5世に対抗してスペイン王位を請求、1734年に後のカルロス3世 に対してナポリ王国及び自身が所持していたナポリ及びエルサレム王位の称号を放棄した。 両シチリア王家による請求 : - カルロ7／5世 1734年–1788年 カルロス3世は条約でスペインと両シチリアを合同しないことを義務付けられ、息子のフェルディナンド1世に両シチリアの統治を委ねた。しかしながらスペイン王は両シチリア及びエルサレム王の称号を使用し続けた。 - フェルディナンド1世 1759年–1825年 - フランチェスコ1世 1825年–1830年 - フェルディナンド2世 1830年–1859年 - フランチェスコ2世 1859年–1894 年 両シチリア王国は1860年に新イタリア王国に征服され吸収された。フランチェスコ2世及びその後継者は両シチリア及びエルサレム王の称号を用い続けた。 - カゼルタ伯アルフォンソ 1894年–1934年 - カラブリア公フェルディナンド・ピウス 1934年–1960年、死後に二つに分裂した。 |
| アンジュー＝ロレーヌ家による請求: ヴァロワ＝アンジュー家 - ヨランド・ダンジュー 1480年–1483年 ロレーヌ家 - ルネ2世 1480年–1508年 1493年まで称号を採用せず。 - アントワーヌ 1508年–1544年 - フランソワ1世 1544年–1545年 - シャルル3世 1545年–1608年 - アンリ2世 1608年–1624年 - ニコレッタ 1624年–1657年、夫のシャルル3世 - フェルディナンド1世・フィリップ 1657年–1659年 - シャルル5世 1659年–1690年 - レオポルト 1679年–1729年、1700年に称号を再開する。 - フランツ・シュテファン 1729年–1765年 ハプスブルク＝ロートリンゲン家 - ヨーゼフ2世 1765年–1790年 - レオポルト2世 1790年–1792年 - フランツ2世 1792年–1835年 - フェルディナント1世 1835年–1875年 - フランツ・ヨーゼフ1世 1875年–1916年 - カール1世 1916年–1922年 - オットー・フォン・ハプスブルク 1922年–2007年 - カール・ハプスブルク＝ロートリンゲン 2007年–現在 | フランス王家による請求: ヴァロワ＝アンジュー家 - シャルル4世・ダンジュー 1480年–1481年 ルネの男子相続人、名ばかりにエルサレム及びシチリア王 ヴァロワ家 - ルイ11世 1481年–1483年 一等親の従兄弟、遺言による。 - シャルル8世 1483年–1498年 1494年に シャルル8世はルイ2世・ダンジューの曾孫としてナポリ及びエルサレム王位を請求して進軍した。1495年にナポリを征服して国王として戴冠した。 ヴァロワ＝オルレアン家 - ルイ12世 1498年–1515年 ルイ12世は請求権を得たが、ナポリ王家の近縁の子孫であるという点が欠けていた（ルイ12世はカルロ2世の長女の子孫）。ルイ12世は1500年–1504年まで征服したナポリの一部を継承した。しかし他のフランス王でエルサレム王の称号を用いた者はいなかった。 | スペイン・ブルボン家による請求: - フェリペ5世 1700年–1724年 (遺言による) 統治期間中にスペイン王位請求者カルロス3世によって1707年にナポリを、同じくエルサレム王の称号を与えられたヴィットーリオ・アメデーオ2世（上記を参照のこと）によってシチリア（後にサルディーニャ島に交換）をそれぞれ奪われた。フェリペ5世はそれにも係わらず両シチリア及びエルサレム王の称号を用い続け、それは以後も全てのブルボン家のスペイン王によって使用された。 - ルイス1世 1724年 - フェリペ5世 1724年–1746年 - フェルナンド6世 1746年–1759年 - カルロス3世 1759年–1788年 1734年以降は両シチリア王の称号を使用。 - カルロス4世 1788年–1808年 - フェルナンド7世 1808年–1833年 - イサベル2世 1833年–1870年 - アルフォンソ12世 1870年-1885年 - アルフォンソ13世 1886年–1941年 - バルセロナ伯フアン 1941年–1977年 - フアン・カルロス1世 1977年–2014年 - フェリペ6世 2014年–現在 | 長系 : - カラブリア公アルフォンソ 1960年–1964年 - カラブリア公カルロ 1964年–2015年 - カラブリア公ペドロ 2015年–現在 | 次系: - カストロ公ラニエーリ 1960年–1966年 - カストロ公フェルディナンド・マリア 1966年–2008年 - カストロ公カルロ 2008年–現在 |

#### ブリエンヌ家による請求
- ブリエンヌ伯ユーグ（英語版） とその後継者は王国の相続人の家長を代表していたが、有力者会議によって拒絶された後、この一族は請求を全面に押し出してはいない。1672年にブリエンヌ家とキプロス王家によるエルサレムの王冠の後継は統一された。

### 現在の可能性のある王位請求者
ここに称号の相続に基づく（対立も含む）現在の可能性のある幾つかの王位請求者を挙げる。彼等の内誰一人として以前の王国の区域で力を有していない。
- フェリペ6世, 現スペイン国王
- エマヌエーレ・フィリベルト・ディ・サヴォイア, イタリア王位請求者 (サヴォイア家)
- アイモーネ・ディ・サヴォイア＝アオスタ, イタリア王位請求者(サヴォイア＝アオスタ家)
- カール・ハプスブルク＝ロートリンゲン, オーストリア帝位請求者 (ハプスブルク＝ロートリンゲン家)
- カラブリア公ペドロ（英語版）, 両シチリア王位請求者(ブルボン＝シチリア家カランブリア系)
- カストロ公カルロ, 両シチリア王位請求者 (ブルボン＝シチリア家カストロ系)
- シャルル＝アントワーヌ・ラモラル・ド・リーニュ＝ラ・トレモイユ（英語版、フランス語版）, ヨランダ・ルイーズ・ド・サヴォワとブリエンヌ家による請求の家長

#### その他の歴史的請求者
- テューリンゲン辺境伯 フリードリヒ1世、コッラディーノが死んだ1268年にフリードリヒ2世の孫としてその権利から自身でエルサレム王に戴冠して短期間使用した。この請求はウトラメールその他で認められることはなかった。
- E.P. Karnovich (1886年)によれば[6]、ロシアの軍にはリュジニャン侯と言う名の大佐がいて、ロシア皇帝 ニコライ1世からキプロス及びエルサレム王の称号で呼ばれることを許された。その大佐は東ローマ帝国統治下のギリシャ軍に従事したChristobul de Lusignanの子孫で、伝えられるところではエジプト及びロシア・サンクトペテルブルクに移住したキプロスのリュジニャン王家の末裔であると主張した。ニコライ1世はリュジニャン大佐に爵位を貰った将校が保持するロシアの貴族として登録することを許可した[7]。この大佐は恐らくはLouis Christian de Lusignanとして知られている[8]。